# Список персонажей Mortal Kombat

Игровые персонажи из Mortal Kombat: Armageddon (2006), за исключением Мотаро, Камелионы, Тэйвена, Дэйгона и кровавого Мита — не путать со Скарлет.

Данный список содержит перечень персонажей из игровой серии файтингов Mortal Kombat, и прочих видеоигр, в которых они также появлялись. Серия основана на вымышленной вселенной, состоящей из шести миров, включая Земное Царство, Эдению, Царство Хаоса, Царство Порядка, Внешний Мир и Преисподнюю, а также множества малых царств. Для уменьшения опасности возникновения войны между мирами Старшие Боги устроили турнир для бойцов этих царств под названием «Смертельная битва».
В случае очередного поражения Земному Царству грозит уничтожение в первой игре Mortal Kombat (1992). Однако земным защитникам удаётся победить чемпиона Горо и хозяина турнира Шан Цзуна, вынуждая того искать иные способы уничтожения Земли. С тех пор в каждой игре появляется новый злодей, желающий завоевать все царства, нарушая тем самым правила турнира. Несмотря на то, что в игровом сценарии Mortal Kombat: Deception (2004) большинство персонажей были убиты Шан Цзуном и Куан Чи, все они возвращаются в игре Mortal Kombat: Armageddon (2006).

## Персонажи
| Имя          | Происхождение/раса    | Боевой стиль                                        | Оружие                                                                   | MK        | MKII      | MK3 UMK3 MKT | MK4 MKG   | MK:DA MK:TE | MK:D MK:U | MK:A      | MKvsDC    | MK(2011)  | MKX       | MK11      | MK1       |
| ------------ | --------------------- | --------------------------------------------------- | ------------------------------------------------------------------------ | --------- | --------- | ------------ | --------- | ----------- | --------- | --------- | --------- | --------- | --------- | --------- | --------- |
| Ашра         | Преисподняя           | Багуачжан, чуоцзяо                                  | Крис                                                                     | ❌        | ❌        | ❌           | ❌        | ❌          | зелёная ✓ | зелёная ✓ | ❌        | ❌        | ❌        | ❌        | зелёная ✓ |
| Барака       | Таркатан              | Хунгар, силат                                       | Лезвия из предплечий, саблезубая трость, боевое знамя                    | ❌        | зелёная ✓ | 9            | 10        | ❌          | зелёная ✓ | зелёная ✓ | зелёная ✓ | зелёная ✓ | 217       | зелёная ✓ | зелёная ✓ |
| Блэйз        | Огненный элементаль   | Хапкидо, джиткундо, синъицюань                      | Пламя                                                                    | ❌        | 5         | ❌           | ❌        | 1           | 12        | 13        | ❌        | ❌        | зелёная ✓ | ❌        | ❌        |
| Бо'Рай Чо    | Внешний Мир           | Цзуй-цюань, мицзун-цюань, сумо                      | Дзё                                                                      | ❌        | ❌        | ❌           | ❌        | зелёная ✓   | зелёная ✓ | зелёная ✓ | ❌        | 2         | 26        | ❌        | ❌        |
| Герас        | Магическое создание   | неизвестно                                          | Конструкции из песка                                                     | ❌        | ❌        | ❌           | ❌        | ❌          | ❌        | ❌        | ❌        | ❌        | ❌        | зелёная ✓ | зелёная ✓ |
| Горо         | Высший Шокан          | Куатан18, шокан18                                   | Клыки Дракона                                                            | 24        | ❌        | 49           | 1         | ❌          | 12        | зелёная ✓ | ❌        | 24        | 4622      | ❌        | 21        |
| Дайру        | Царство Порядка       | Эскрима, мицзун-цюань, вин-чун                      | Осенний дао                                                              | ❌        | ❌        | ❌           | ❌        | ❌          | зелёная ✓ | зелёная ✓ | ❌        | ❌        | ❌        | ❌        | ❌        |
| Дарриус      | Царство Порядка       | Годзю-рю, баоцюань, синто-рю                        | Наручные лезвия                                                          | ❌        | ❌        | ❌           | ❌        | ❌          | зелёная ✓ | зелёная ✓ | ❌        | ❌        | ❌        | ❌        | 21        |
| Джакс        | США                   | Дзюдо, муай тай                                     | Бионические руки, дубина с шипами, тонфа, автомат, реактивный гранотомёт | ❌        | зелёная ✓ | зелёная ✓    | зелёная ✓ | 1           | 12        | зелёная ✓ | зелёная ✓ | зелёная ✓ | зелёная ✓ | зелёная ✓ | 21        |
| Джарек       | США                   | Лунцюань                                            | Меч, топор                                                               | ❌        | ❌        | ❌           | зелёная ✓ | ❌          | ❌        | зелёная ✓ | ❌        | ❌        | ❌        | ❌        | ❌        |
| Джатаака     | Преисподняя           | неизвестно                                          | Лазерный меч                                                             | ❌        | ❌        | ❌           | ❌        | ❌          | ❌        | 714       | ❌        | ❌        | ❌        | ❌        | ❌        |
| Джейд        | Эдения                | Фаньцзицюань, куошу                                 | Бо                                                                       | ❌        | 12        | 8            | ❌        | ❌          | 1         | зелёная ✓ | ❌        | зелёная ✓ | 217       | зелёная ✓ | ❌        |
| Джеки Бриггс | США                   | Муай тай                                            | Усиленные перчатки                                                       | ❌        | ❌        | ❌           | ❌        | ❌          | ❌        | ❌        | ❌        | ❌        | зелёная ✓ | зелёная ✓ | ❌        |
| Джонни Кейдж | США                   | Джиткундо, карате, синто-рю, сёрин-рю               | Нож Боуи, нунчаки                                                        | зелёная ✓ | зелёная ✓ | 9            | зелёная ✓ | зелёная ✓   | 2         | зелёная ✓ | ❌        | зелёная ✓ | зелёная ✓ | зелёная ✓ | зелёная ✓ |
| Ди’Вора      | Арниек                | неизвестно                                          |                                                                          | ❌        | ❌        | ❌           | ❌        | ❌          | ❌        | ❌        | ❌        | ❌        | зелёная ✓ | зелёная ✓ | ❌        |
| Драмин       | Преисподняя           | Хунгар, они18                                       | Железная булава, приделанная к правой руке                               | ❌        | ❌        | ❌           | ❌        | 1           | ❌        | зелёная ✓ | ❌        | ❌        | ❌        | ❌        | ❌        |
| Дэйгон       | Эдения                | Хучжаопай                                           | Мечи Дракона                                                             | ❌        | ❌        | ❌           | ❌        | ❌          | ❌        | 1         | ❌        | 2         | 2         | ❌        | ❌        |
| Кабал        | США                   | Годзю-рю, суньбинь-цюань                            | Шуангоу                                                                  | ❌        | ❌        | зелёная ✓    | ❌        | ❌          | зелёная ✓ | зелёная ✓ | ❌        | зелёная ✓ | 2         | зелёная ✓ | ❌        |
| Кай          | Непал                 | Мой фа18                                            | Кукри, шипастая дубинка                                                  | ❌        | ❌        | ❌           | зелёная ✓ | ❌          | ❌        | зелёная ✓ | ❌        | ❌        | ❌        | ❌        | ❌        |
| Камелеона    | Затерра               | Инчжаопай                                           | Фальшион                                                                 | ❌        | ❌        | 1916         | ❌        | ❌          | ❌        | зелёная ✓ | ❌        | ❌        | ❌        | ❌        | 216       |
| Кано         | Австралия             | Айкидо, синъицюань                                  | Меч-бабочка                                                              | зелёная ✓ | 2         | зелёная ✓    | ❌        | зелёная ✓   | 2         | зелёная ✓ | зелёная ✓ | зелёная ✓ | зелёная ✓ | зелёная ✓ | 21        |
| Киа          | Преисподняя           | неизвестно                                          | Лезвия-бумеранги                                                         | ❌        | ❌        | ❌           | ❌        | ❌          | ❌        | 714       | ❌        | ❌        | ❌        | ❌        | ❌        |
| Кинтаро      | Низший Шокан (Тиграр) | Кулак тигра18                                       | Саблезубые кинжалы                                                       | ❌        | 24        | 49           | ❌        | 4           | ❌        | зелёная ✓ | ❌        | 24        | ❌        | ❌        | ❌        |
| Кира         | США                   | Кэмпо, синъицюань, юаньян                           | Ножи-бабочки                                                             | ❌        | ❌        | ❌           | ❌        | ❌          | 1         | зелёная ✓ | ❌        | 2         | ❌        | ❌        | ❌        |
| Китана       | Эдения                | Багуачжан, инчжаопай                                | Боевые веера                                                             | ❌        | зелёная ✓ | 8            | 210       | 1           | 12        | зелёная ✓ | зелёная ✓ | зелёная ✓ | зелёная ✓ | зелёная ✓ | зелёная ✓ |
| Кобра        | США                   | Кикбоксинг, сёрин-рю                                | Бамбуковые палки, мачете                                                 | ❌        | ❌        | ❌           | ❌        | ❌          | 1         | зелёная ✓ | ❌        | ❌        | ❌        | ❌        | ❌        |
| Коллектор    | Внешний Мир           |                                                     | Кистень, чакрам, фонарь, серп                                            | ❌        | ❌        | ❌           | ❌        | ❌          | ❌        | ❌        | ❌        | ❌        | ❌        | зелёная ✓ | ❌        |
| Коталь Кан   | Ош-Текк               | Камидогу18                                          | Макуауитль, текпатль, серпы                                              | ❌        | ❌        | ❌           | ❌        | ❌          | ❌        | ❌        | ❌        | ❌        | зелёная ✓ | зелёная ✓ | ❌        |
| Кроника      | Преисподняя           |                                                     |                                                                          | ❌        | ❌        | ❌           | ❌        | ❌          | ❌        | ❌        | ❌        | ❌        | ❌        | зелёная ✓ | ❌        |
| Куан Чи      | Преисподняя           | Эскрима, тансудо                                    | Булава, дао                                                              | ❌        | ❌        | ❌           | 414       | 3           | ❌        | зелёная ✓ | 2         | 1         | зелёная ✓ | ❌        | 6         |
| Кун Лао      | Китай                 | Танланцюань, цюаньшу, сёриндзи-кэмпо, шаолинь цюань | Меч, топор, шляпа-пила                                                   | ❌        | зелёная ✓ | зелёная ✓    | 10        | зелёная ✓   | ❌        | зелёная ✓ | ❌        | зелёная ✓ | зелёная ✓ | зелёная ✓ | 21        |
| Кун Цзинь    | Китай                 | неизвестно                                          | Лук, Чакрам                                                              | ❌        | ❌        | ❌           | ❌        | ❌          | ❌        | ❌        | ❌        | ❌        | зелёная ✓ | ❌        | ❌        |
| Кэнси        | Япония                | Дзюдо, саньда, тайцзицюань                          | Катана                                                                   | ❌        | ❌        | ❌           | ❌        | зелёная ✓   | 1         | зелёная ✓ | ❌        | 6         | зелёная ✓ | ❌        | зелёная ✓ |
| Кэсси Кейдж  | США                   | неизвестно                                          | Дубинка                                                                  | ❌        | ❌        | ❌           | ❌        | ❌          | ❌        | ❌        | ❌        | ❌        | зелёная ✓ | зелёная ✓ | ❌        |
| Ли Мэй       | Внешний Мир           | Бацзицюань, люхэбафацюань, мицзун-цюань             | Саи, куньлунь дао                                                        | ❌        | ❌        | ❌           | ❌        | зелёная ✓   | 1         | зелёная ✓ | ❌        | 2         | 2         | ❌        | зелёная ✓ |
| Лю Кан       | Китай                 | Джиткундо, паочуй                                   | Меч дракона, нунчаки                                                     | зелёная ✓ | зелёная ✓ | зелёная ✓    | зелёная ✓ | 2           | 1         | зелёная ✓ | зелёная ✓ | зелёная ✓ | зелёная ✓ | зелёная ✓ | зелёная ✓ |
| Мавадо       | США                   | Чан-цюань, вин-чунь                                 | Шуангоу, кагинава                                                        | ❌        | ❌        | ❌           | ❌        | зелёная ✓   | ❌        | зелёная ✓ | ❌        | ❌        | ❌        | ❌        | 21        |
| Милина       | Внешний Мир           | Мянь-цюань, инъен                                   | Саи, полуторный меч                                                      | ❌        | зелёная ✓ | 189          | 10        | ❌          | зелёная ✓ | зелёная ✓ | ❌        | зелёная ✓ | зелёная ✓ | зелёная ✓ | зелёная ✓ |
| Мит          | Внешний Мир           | Реслинг                                             | Секачи                                                                   | ❌        | ❌        | ❌           | 15        | ❌          | 2         | 1         | ❌        | ❌        | ❌        | ❌        | ❌        |
| Мокап        | США                   | Джиткундо, карате, тэквондо, тайцзицюань, вин-чунь  |                                                                          | ❌        | ❌        | ❌           | ❌        | 1           | ❌        | зелёная ✓ | ❌        | ❌        | ❌        | ❌        | ❌        |
| Молох        | Внешний Мир           | Собственный                                         |                                                                          | ❌        | ❌        | ❌           | ❌        | 24          | ❌        | зелёная ✓ | ❌        | ❌        | 2         | ❌        | ❌        |
| Мотаро       | Внешний Мир           | Конский стиль                                       |                                                                          | ❌        | ❌        | 24           | ❌        | ❌          | ❌        | зелёная ✓ | ❌        | 2         | ❌        | ❌        | 21        |
| Нитара       | Витернас              | Хучжаопай, баоцюань                                 | Кама                                                                     | ❌        | ❌        | ❌           | ❌        | 1           | ❌        | зелёная ✓ | ❌        | ❌        | ❌        | ❌        | зелёная ✓ |
| Ночной Волк  | Америка               | Тэквондо, вале-тудо                                 | Томагавки                                                                | ❌        | ❌        | зелёная ✓    | ❌        | ❌          | зелёная ✓ | зелёная ✓ | ❌        | зелёная ✓ | 2         | зелёная ✓ | ❌        |
| Нуб Сайбот   | Преисподняя           | Хапкидо, хоуцюань, пигуацюань                       | Молот троллей, серп                                                      | ❌        | 12        | 12           | 1         | 11          | 14        | зелёная ✓ | ❌        | зелёная ✓ | ❌        | зелёная ✓ | ❌        |
| Онага        | Внешний Мир           | Собственный                                         |                                                                          | ❌        | ❌        | ❌           | ❌        | ❌          | 23        | зелёная ✓ | ❌        | 2         | ❌        | ❌        | ❌        |
| Райдэн       | Южный Китай           | Дзюдзюцу, наньцюан                                  | Посох, молот                                                             | зелёная ✓ | зелёная ✓ | 29           | зелёная ✓ | 1           | 1         | зелёная ✓ | зелёная ✓ | зелёная ✓ | зелёная ✓ | зелёная ✓ | 21        |
| Рейн         | Эдения                | Цзыжань мэнь                                        | Меч                                                                      | ❌        | ❌        | 2816         | ❌        | ❌          | ❌        | зелёная ✓ | ❌        | 6         | 2         | 6         | зелёная ✓ |
| Рептилия     | Затерра               | Хунгар, сецюань, паочуй                             | Меч Кирэхаси                                                             | 12        | зелёная ✓ | 89           | зелёная ✓ | 1           | 2         | зелёная ✓ | ❌        | зелёная ✓ | зелёная ✓ | ❌        | зелёная ✓ |
| Рэйко        | Внешний Мир           | Инъен                                               | Молот                                                                    | ❌        | ❌        | ❌           | зелёная ✓ | ❌          | ❌        | зелёная ✓ | ❌        | 2         | ❌        | ❌        | зелёная ✓ |
| Саб-Зиро     | Китай                 | Сётокан, лонцюань                                   | Ледяное                                                                  | зелёная ✓ | зелёная ✓ | зелёная ✓    | зелёная ✓ | зелёная ✓   | зелёная ✓ | зелёная ✓ | зелёная ✓ | зелёная ✓ | зелёная ✓ | зелёная ✓ | 21        |
| Сайракс      | Ботсвана              | Ниндзюцу, самбо                                     | Световой меч                                                             | ❌        | ❌        | зелёная ✓    | 10        | 1           | ❌        | зелёная ✓ | ❌        | зелёная ✓ | ❌        | ❌        | 21        |
| Сарина       | Преисподняя           | Тэквондо, юаньян, башаньфань                        | Кама, саи, клык демона, клинки                                           | ❌        | ❌        | ❌           | ❌        | 1114        | ❌        | 7         | ❌        | 2         | 2         | ❌        | 21        |
| Сектор       | Китай                 | Кэмпо, ниндзюцу, самбо                              | Световой меч                                                             | ❌        | ❌        | зелёная ✓    | 110       | 11          | ❌        | зелёная ✓ | ❌        | зелёная ✓ | 2         | ❌        | 21        |
| Синдел       | Эдения                | Хучжаопай, чжацюань                                 | Гуань дао                                                                | ❌        | ❌        | зелёная ✓    | ❌        | ❌          | 1         | зелёная ✓ | ❌        | зелёная ✓ | 2         | зелёная ✓ | зелёная ✓ |
| Скарлет      | Внешний Мир           | неизвестно                                          | Кодачи, кунаи, танто                                                     | ❌        | ❌        | ❌           | ❌        | ❌          | ❌        | ❌        | ❌        | 6         | ❌        | зелёная ✓ | ❌        |
| Скорпион     | Япония                | Хапкидо, пигуацюань, мой фа18, ниндзюцу             | Секира, меч, кунай, танто                                                | зелёная ✓ | зелёная ✓ | 8            | зелёная ✓ | зелёная ✓   | зелёная ✓ | зелёная ✓ | зелёная ✓ | зелёная ✓ | зелёная ✓ | зелёная ✓ | 21        |
| Смоук        | Чехия                 | Дзюдо, мицзу-цюань                                  | Курение                                                                  | ❌        | 12        | 1            | ❌        | ❌          | 14        | зелёная ✓ | ❌        | зелёная ✓ | 2         | ❌        | зелёная ✓ |
| Соня Блейд   | США                   | Кэмпо, тхэквондо                                    | Бамбуковые палки                                                         | зелёная ✓ | 2         | зелёная ✓    | зелёная ✓ | зелёная ✓   | 2         | зелёная ✓ | зелёная ✓ | зелёная ✓ | зелёная ✓ | зелёная ✓ | 21        |
| Страйкер     | США                   | Хуацюань                                            | Полицейская дубинка                                                      | ❌        | ❌        | зелёная ✓    | ❌        | ❌          | ❌        | зелёная ✓ | ❌        | зелёная ✓ | 2         | ❌        | 21        |
| Хсу Хао      | Китай                 | Шуайцзяо, сумо, реслинг                             | Шуанфу Солнца и Луны                                                     | ❌        | ❌        | ❌           | ❌        | 1           | ❌        | зелёная ✓ | ❌        | ❌        | ❌        | ❌        | ❌        |
| Суджинко     | Япония                | Танланцюань, шаолинь цюань                          | Даньтиэнь дао                                                            | ❌        | ❌        | ❌           | ❌        | ❌          | 1         | зелёная ✓ | ❌        | ❌        | 2         | ❌        | 21        |
| Такеда       | Япония                | неизвестно                                          |                                                                          | ❌        | ❌        | ❌           | ❌        | ❌          | ❌        | ❌        | ❌        | ❌        | зелёная ✓ | ❌        | 6         |
| Таня         | Эдения                | Цзыжань мэнь, юэцзяцюань                            | Кобудзюцу                                                                | ❌        | ❌        | ❌           | зелёная ✓ | ❌          | 1         | зелёная ✓ | ❌        | 2         | 6         | ❌        | зелёная ✓ |
| Тремор       | Япония                | неизвестно                                          |                                                                          | ❌        | ❌        | ❌           | ❌        | ❌          | ❌        | 15        | 6         | ❌        | 6         | ❌        | 216       |
| Триборг      | Земное Царство        | неизвестно                                          |                                                                          | ❌        | ❌        | ❌           | ❌        | ❌          | ❌        | ❌        | ❌        | ❌        | 6         | ❌        | ❌        |
| Тэйвен       | Эдения                | Золотой Дракон18                                    | Меч Дракона                                                              | ❌        | ❌        | ❌           | ❌        | ❌          | ❌        | 1         | ❌        | 2         | 2         | ❌        | ❌        |
| Ферра        | Внешний Мир           | неизвестно                                          |                                                                          | ❌        | ❌        | ❌           | ❌        | ❌          | ❌        | ❌        | ❌        | ❌        | Y [ 2 ]   | ❌        | 216       |
| Ферра/Торр   | Внешний Мир           | неизвестно                                          |                                                                          | ❌        | ❌        | ❌           | ❌        | ❌          | ❌        | ❌        | ❌        | ❌        | зелёная ✓ | ❌        | ❌        |
| Фрост        | Земное Царство        | Тунбэйцюань, юаньян                                 | Ледяное                                                                  | ❌        | ❌        | ❌           | ❌        | 1           | 12        | зелёная ✓ | ❌        | 2         | 2         | 23        | 21        |
| Фудзин       | Преисподняя           | Люхэбафацюань                                       | Тяжёлый меч, плазменный арбалет                                          | ❌        | ❌        | ❌           | 14        | ❌          | ❌        | зелёная ✓ | 2         | 2         | ❌        | 20        | ❌        |
| Хавик        | Царство Порядка       | Шэцюань, тансудо                                    | Булава "Утренняя звезда"                                                 | ❌        | ❌        | ❌           | ❌        | ❌          | зелёная ✓ | зелёная ✓ | ❌        | 2         | ❌        | ❌        | 23        |
| Хамелеон     | неизвестно            | Хэцюань                                             | Меч                                                                      | ❌        | ❌        | 1916         | ❌        | ❌          | ❌        | 16        | ❌        | 2         | ❌        | ❌        | ❌        |
| Хотару       | Царство Порядка       | Башаньфань, пигуацюань                              | Нагината                                                                 | ❌        | ❌        | ❌           | ❌        | ❌          | 1         | зелёная ✓ | ❌        | 2         | ❌        | ❌        | ❌        |
| Цетрион      | Преисподняя           |                                                     |                                                                          | ❌        | ❌        | ❌           | ❌        | ❌          | ❌        | ❌        | ❌        | ❌        | ❌        | зелёная ✓ | ❌        |
| Шан Цзун     | Китай                 | Шэцюань, хэцюань, танланцюань                       | Меч                                                                      | 23        | зелёная ✓ | зелёная ✓    | ❌        | 3           | 2         | зелёная ✓ | зелёная ✓ | зелёная ✓ | 2         | зелёная ✓ | 22        |
| Шао Кан      | Внешний Мир           | Люхэбафацюань, тайцзуцюань                          | Молот гнева                                                              | ❌        | 23        | 23           | ❌        | ❌          | 12        | зелёная ✓ | 1         | 23        | 2         | 22        | Y [ 3 ]   |
| Шива         | Шокан                 | Куатан18                                            | Клинки шоканов                                                           | ❌        | ❌        | зелёная ✓    | ❌        | ❌          | ❌        | зелёная ✓ | ❌        | зелёная ✓ | ❌        | 20        | ❌        |
| Шиннок       | Преисподняя           | Куошу                                               | Нагината, посох                                                          | ❌        | ❌        | ❌           | 314       | ❌          | ❌        | зелёная ✓ | ❌        | 2         | 13        | ❌        | ❌        |
| Эрмак        | Внешний Мир           | Хуацюань, цайлифо                                   | Топор                                                                    | 5         | ❌        | 18           | ❌        | ❌          | зелёная ✓ | зелёная ✓ | ❌        | зелёная ✓ | зелёная ✓ | ❌        | 6         |
| Эррон Блэк   | США                   | Стрельба                                            |                                                                          | ❌        | ❌        | ❌           | ❌        | ❌          | ❌        | ❌        | ❌        | ❌        | зелёная ✓ | зелёная ✓ | ❌        |

### Гостевые персонажи
| Имя              | Происхождение/раса | Боевой стиль         | Оружие                          | MKvsDC    | MK(2011) | MKX | MK11      | MK1 |
| ---------------- | ------------------ | -------------------- | ------------------------------- | --------- | -------- | --- | --------- | --- |
| Бэтмен           | США                | Высокотехнологичный  | Батаранг                        | зелёная ✓ | ❌       | ❌  | ❌        | ❌  |
| Капитан Марвел   | США                | Сила греческих богов |                                 | зелёная ✓ | ❌       | ❌  | ❌        | ❌  |
| Женщина-кошка    | США                | Ловкость             | Кнут, когти                     | зелёная ✓ | ❌       | ❌  | ❌        | ❌  |
| Детстроук        | США                | Высокотехнологичный  | Меч, нож                        | зелёная ✓ | ❌       | ❌  | ❌        | ❌  |
| Дарксайд         | Апоколипс          | Сверхъестественный   | Омега-лучи                      | 1         | ❌       | ❌  | ❌        | ❌  |
| Флэш             | США                | Сверхсила            |                                 | зелёная ✓ | ❌       | ❌  | ❌        | ❌  |
| Зелёный Фонарь   | США                | неизвестно           | Кольцо силы                     | зелёная ✓ | ❌       | ❌  | ❌        | ❌  |
| Джокер           | США                | Хаотичный            |                                 | зелёная ✓ | ❌       | ❌  | 6         | ❌  |
| Лекс Лютор       | США                | Высокотехнологичный  |                                 | зелёная ✓ | ❌       | ❌  | ❌        | ❌  |
| Супермен         | Криптон            | Сверхсила            |                                 | зелёная ✓ | ❌       | ❌  | ❌        | ❌  |
| Чудо-женщина     | Понт               | Сверхсила            |                                 | зелёная ✓ | ❌       | ❌  | ❌        | ❌  |
| Дарк Кан         | неизвестно         | неизвестно           |                                 | 23        | ❌       | ❌  | ❌        | ❌  |
| Кратос           | Спарта             | Полубог              |                                 | ❌        | 16       | ❌  | ❌        | ❌  |
| Фредди Крюгер    | США                | неизвестно           |                                 | ❌        | 1        | 617 | ❌        | ❌  |
| Джейсон Вурхиз   | США                | Маньяк               | Мачете                          | ❌        | ❌       | 6   | ❌        | ❌  |
| Хищник           | Яутжа              | неизвестно           | Смарт-диск, наручные лезвия     | ❌        | ❌       | 6   | ❌        | ❌  |
| Чужой            | Ксеноморф          | неизвестно           |                                 | ❌        | ❌       | 6   | ❌        | ❌  |
| Кожаное лицо     | США                | Маньяк               | Бензопила, молоток              | ❌        | ❌       | 6   | ❌        | ❌  |
| Спаун            | США                | неизвестно           | Меч, боевой топор, булава, цепи | ❌        | ❌       | ❌  | зелёная ✓ | ❌  |
| Терминатор Т-800 | США                | неизвестно           |                                 | ❌        | ❌       | ❌  | зелёная ✓ | ❌  |
| Робокоп          | США                | неизвестно           |                                 | ❌        | ❌       | ❌  | 20        | ❌  |
| Рэмбо            | США                | неизвестно           |                                 | ❌        | ❌       | ❌  | 20        | ❌  |
| Омни-Мэн         | Вилтрум            | Сверхсила            |                                 | ❌        | ❌       | ❌  | ❌        | 6   |
| Хоумлендер       | США                | Сверхсила            |                                 | ❌        | ❌       | ❌  | ❌        | 6   |
| Миротворец       | США                | Сверхсила            |                                 | ❌        | ❌       | ❌  | ❌        | 6   |

| Примечания                                                                        |
| --------------------------------------------------------------------------------- |
| 1 ↑ Секретный персонаж.                                                           |
| 2 ↑ Неиграбельный персонаж основной номерной части. Кратко упоминается в игре.    |
| 3 ↑ Босс.                                                                         |
| 4 ↑ Подбосс.                                                                      |
| 5 ↑ Не планировавшийся к введению в игру персонаж.                                |
| 6 ↑ DLC персонаж.                                                                 |
| 7 ↑ Неиграбельный персонаж в определённом режиме игры, босс.                      |
| 8 ↑ Доступен только в Ultimate Mortal Kombat 3.                                   |
| 9 ↑ Доступен только в Mortal Kombat Trilogy.                                      |
| 10 ↑ Доступен только в Mortal Kombat Gold.                                        |
| 11 ↑ Доступен только в Mortal Kombat: Tournament Edition.                         |
| 12 ↑ Доступен только в Mortal Kombat: Unchained.                                  |
| 13 ↑ Доступен только в Mortal Kombat XL.                                          |
| 14 ↑ Персонаж ранее был доступен в спин-оффе Mortal Kombat Mythologies: Sub-Zero. |
| 15 ↑ Персонаж ранее был доступен в спин-оффе Mortal Kombat: Special Forces.       |
| 16 ↑ Доступен только на определённых платформах.                                  |
| 17 ↑ Доступен только в мобильной версии игры.                                     |
| 18 ↑ Вымышленное боевое искусство.                                                |
| 19 ↑ Гостевой персонаж.                                                           |
| 19 ↑ Доступен в дополнении Mortal Kombat 11: Aftermath.                           |
| 20 ↑ Неиграбельный камео-персонаж. Напарник играбельного персонажа в поединке.    |
| 21 ↑ Доступен только в предзаказе или в полной версии игры.                       |
| 22 ↑ Доступен только при прохождении главы или игры.                              |

## Ответвления
| Персонажи    | Mortal Kombat Mythologies: Sub-Zero | Mortal Kombat: Special Forces | Mortal Kombat: Shaolin Monks |
| ------------ | ----------------------------------- | ----------------------------- | ---------------------------- |
| Барака       | ❌                                  | ❌                            | 34                           |
| Безликий     | ❌                                  | 4                             | ❌                           |
| Горо         | ❌                                  | ❌                            | 34                           |
| Джакс        | ❌                                  | зелёная ✓                     | 4                            |
| Джарек       | ❌                                  | 4                             | ❌                           |
| Джатаака     | 24                                  | ❌                            | ❌                           |
| Джейд        | ❌                                  | ❌                            | 4                            |
| Джемини      | ❌                                  | 4                             | ❌                           |
| Джонни Кейдж | ❌                                  | ❌                            | 4                            |
| Кабал        | ❌                                  | ❌                            | 4                            |
| Кано         | ❌                                  | 4                             | 34                           |
| Киа          | 24                                  | ❌                            | ❌                           |
| Кинтаро      | ❌                                  | ❌                            | 34                           |
| Китана       | ❌                                  | ❌                            | 4                            |
| Куан Чи      | 34                                  | ❌                            | зелёная ✓                    |
| Кун Лао      | ❌                                  | ❌                            | зелёная ✓                    |
| Лю Кан       | ❌                                  | ❌                            | зелёная ✓                    |
| Милина       | ❌                                  | ❌                            | 34                           |
| Нуб Сайбот   | ❌                                  | ❌                            | 4                            |
| Райдэн       | 4                                   | ❌                            | 4                            |
| Рептилия     | ❌                                  | ❌                            | 34                           |
| Саб-Зиро     | зелёная ✓                           | ❌                            | 4                            |
| Сарина       | 24                                  | ❌                            | ❌                           |
| Скорпион     | 4                                   | ❌                            | 34                           |
| Смоук        | ❌                                  | ❌                            | 4                            |
| Соня Блейд   | ❌                                  | ❌                            | 4                            |
| Тасия        | ❌                                  | 4                             | ❌                           |
| Тремор       | ❌                                  | 4                             | ❌                           |
| Фудзин       | 134                                 | ❌                            | ❌                           |
| Шан Цзун     | ❌                                  | ❌                            | 34                           |
| Шао Кан      | ❌                                  | ❌                            | 34                           |
| Шиннок       | зелёная ✓                           | ❌                            | ❌                           |
| Эрмак        | ❌                                  | ❌                            | 34                           |

| Примечания                                     |
| ---------------------------------------------- |
| 1 ↑ Персонаж представлен в игре как Бог ветра. |
| 2 ↑ Подбосс.                                   |
| 3 ↑ Босс.                                      |
| 4 ↑ Неиграбельный персонаж.                    |

## Прочие медиа
|              | Фильмы            | Фильмы      | Фильмы       | Фильмы        | Фильмы          | Сериалы    | Сериалы   | Анимация               | Анимация        | Анимация                 | Прочее    |
| Персонажи    | Смертельная битва | Истребление | Перерождение | Мортал Комбат | Мортал Комбат 2 | Завоевание | Наследие  | Путешествие начинается | Защитники Земли | Легенды: Месть Скорпиона | Live Tour |
| ------------ | ----------------- | ----------- | ------------ | ------------- | --------------- | ---------- | --------- | ---------------------- | --------------- | ------------------------ | --------- |
| Барака       | ❌                | зелёная ✓   | зелёная ✓    | ❌            | ❌              | ❌         | зелёная ✓ | ❌                     | ❌              | ❌                       | зелёная ✓ |
| Горо         | зелёная ✓         | ❌          | ❌           | зелёная ✓     | ❌              | зелёная ✓  | ❌        | ❌                     | ❌              | зелёная ✓                | ❌        |
| Джакс        | зелёная ✓         | зелёная ✓   | зелёная ✓    | зелёная ✓     | зелёная ✓       | ❌         | зелёная ✓ | ❌                     | зелёная ✓       | зелёная ✓                | зелёная ✓ |
| Джейд        | ❌                | зелёная ✓   | ❌           | ❌            | зелёная ✓       | ❌         | ❌        | ❌                     | ❌              | ❌                       | ❌        |
| Джонни Кейдж | зелёная ✓         | зелёная ✓   | зелёная ✓    | ❌            | зелёная ✓       | ❌         | зелёная ✓ | зелёная ✓              | ❌              | зелёная ✓                | зелёная ✓ |
| Кабал        | ❌                | ❌          | ❌           | зелёная ✓     | ❌              | ❌         | ❌        | ❌                     | ❌              | ❌                       | зелёная ✓ |
| Кано         | зелёная ✓         | ❌          | ❌           | зелёная ✓     | зелёная ✓       | ❌         | ❌        | ❌                     | зелёная ✓       | зелёная ✓                |           |
| Кэнси        | ❌                | ❌          | ❌           | ❌            | ❌              | ❌         | зелёная ✓ | ❌                     | ❌              | ❌                       | ❌        |
| Китана       | зелёная ✓         | зелёная ✓   | ❌           | ❌            | зелёная ✓       | зелёная ✓  | зелёная ✓ | ❌                     | зелёная ✓       | зелёная ✓                | зелёная ✓ |
| Куан Чи      | ❌                | ❌          | ❌           | ❌            | зелёная ✓       | зелёная ✓  | зелёная ✓ | ❌                     | ❌              | зелёная ✓                | ❌        |
| Кун Лао      | ❌                | ❌          | ❌           | зелёная ✓     | зелёная ✓       | зелёная ✓  | зелёная ✓ | ❌                     | ❌              | ❌                       | ❌        |
| Лю Кан       | зелёная ✓         | зелёная ✓   | ❌           | зелёная ✓     | зелёная ✓       | ❌         | зелёная ✓ | зелёная ✓              | зелёная ✓       | зелёная ✓                | зелёная ✓ |
| Милина       | ❌                | зелёная ✓   | ❌           | зелёная ✓     | ❌              | зелёная ✓  | зелёная ✓ | ❌                     | ❌              | ❌                       | зелёная ✓ |
| Молох        | ❌                | ❌          | ❌           | ❌            | ❌              | ❌         | ❌        | ❌                     | ❌              | зелёная ✓                | ❌        |
| Мотаро       | ❌                | зелёная ✓   | ❌           | ❌            | ❌              | ❌         | ❌        | ❌                     | ❌              | ❌                       | ❌        |
| Нитара       | ❌                | ❌          | ❌           | зелёная ✓     | ❌              | ❌         | ❌        | ❌                     | ❌              | ❌                       | ❌        |
| Ночной Волк  | ❌                | зелёная ✓   | ❌           | ❌            | ❌              | ❌         | ❌        | ❌                     | зелёная ✓       | ❌                       | зелёная ✓ |
| Нуб Сайбот   | ❌                | зелёная ✓   | ❌           | ❌            | зелёная ✓       | зелёная ✓  | ❌        | ❌                     | ❌              | зелёная ✓                | ❌        |
| Райдэн       | зелёная ✓         | зелёная ✓   | зелёная ✓    | зелёная ✓     | зелёная ✓       | ❌         | зелёная ✓ | зелёная ✓              | зелёная ✓       | зелёная ✓                | зелёная ✓ |
| Рэйко        | ❌                | ❌          | ❌           | зелёная ✓     | ❌              | зелёная ✓  | ❌        | ❌                     | ❌              | ❌                       | ❌        |
| Рейн         | ❌                | зелёная ✓   | ❌           | ❌            | ❌              | зелёная ✓  | ❌        | ❌                     | ❌              | ❌                       | ❌        |
| Рептилия     | зелёная ✓         | ❌          | зелёная ✓    | зелёная ✓     | ❌              | зелёная ✓  | ❌        | ❌                     | ❌              | ❌                       | ❌        |
| Саб-Зиро     | зелёная ✓         | зелёная ✓   | ❌           | зелёная ✓     | ❌              | зелёная ✓  | зелёная ✓ | зелёная ✓              | зелёная ✓       | зелёная ✓                | зелёная ✓ |
| Сайракс      | ❌                | зелёная ✓   | ❌           | ❌            | ❌              | ❌         | зелёная ✓ | ❌                     | ❌              | ❌                       | ❌        |
| Сектор       | ❌                | ❌          | ❌           | ❌            | ❌              | ❌         | зелёная ✓ | ❌                     | ❌              | ❌                       | ❌        |
| Синдел       | ❌                | зелёная ✓   | ❌           | ❌            | зелёная ✓       | ❌         | ❌        | ❌                     | ❌              | ❌                       | зелёная ✓ |
| Скорпион     | зелёная ✓         | зелёная ✓   | зелёная ✓    | зелёная ✓     | зелёная ✓       | зелёная ✓  | зелёная ✓ | зелёная ✓              | зелёная ✓       | зелёная ✓                | зелёная ✓ |
| Смоук        | ❌                | зелёная ✓   | ❌           | ❌            | ❌              | зелёная ✓  | ❌        | ❌                     | ❌              | ❌                       | ❌        |
| Соня Блейд   | зелёная ✓         | зелёная ✓   | зелёная ✓    | зелёная ✓     | зелёная ✓       | ❌         | зелёная ✓ | зелёная ✓              | зелёная ✓       | зелёная ✓                | зелёная ✓ |
| Страйкер     | ❌                | зелёная ✓   | ❌           | ❌            | ❌              | ❌         | ❌        | ❌                     | ❌              | ❌                       | ❌        |
| Шан Цзун     | зелёная ✓         | ❌          | зелёная ✓    | зелёная ✓     | зелёная ✓       | зелёная ✓  | зелёная ✓ | зелёная ✓              | ❌              | зелёная ✓                | зелёная ✓ |
| Шао Кан      | зелёная ✓         | зелёная ✓   | ❌           | ❌            | зелёная ✓       | ❌         | зелёная ✓ | ❌                     | ❌              | ❌                       | ❌        |
| Шива         | ❌                | зелёная ✓   | ❌           | ❌            | ❌              | ❌         | ❌        | ❌                     | ❌              | ❌                       | ❌        |
| Шиннок       | ❌                | зелёная ✓   | ❌           | ❌            | ❌              | ❌         | ❌        | ❌                     | ❌              | зелёная ✓                | ❌        |
| Эрмак        | ❌                | зелёная ✓   | ❌           | ❌            | ❌              | ❌         | зелёная ✓ | ❌                     | ❌              | ❌                       | ❌        |

## Mortal Kombat
Самая первая игра, послужившая основой для вселенной. В «Mortal Kombat» 1992 года представлены десять персонажей, семь из которых доступны на экране выбора бойцов в начале игры — Джонни Кейдж, Кано, Саб-Зиро, Соня Блейд, Райдэн, Лю Кан, Скорпион, двое неиграбельных персонажей — Горо и Шан Цзун, соответственно подбосс и босс, а также в этой игре присутствует секретный персонаж Рептилия, с которым может сразиться игрок.

## Mortal Kombat II
Сиквел первой игры в одноимённой серии файтингов содержит расширенный список персонажей. Экран выбора предоставляет игроку перечень из двенадцати бойцов, в числе которых присутствуют уже известные и новые персонажи — Лю Кан, Кун Лао, Джонни Кейдж, Рептилия, Саб-Зиро, Шан Цзун, Китана, Джакс, Милина, Барака, Скорпион, Райдэн. В качестве боссов в Mortal Kombat II фигурируют Кинтаро и Шао Кан. Кроме того, в Mortal Kombat II присутствуют секретные неиграбельные персонажи, такие как Нуб Сайбот, Джейд и Смоук-человек.

### Кинтаро
Озвучивание: Рассан Оранж (MK2011)
Кинтаро (англ. Kintaro) — персонаж, который представляет собой более мощную и быструю версию Горо, четырёхрукого монстра из расы Шоканов и суббосса оригинальной игры. Полосатый Шокан принадлежит к низшему роду Тиграров, в отличие от таких аристократических представителей его расы, как Горо и Шива. При наборе Шоканов и Кентавров в армию Шао Кана, один представитель от каждой расы должен был противостоять другому в кровавой битве. Кинтаро убил своего противника и, в беспрецедентном акте собственного превосходства, ревел над кровью поверженного кентавра. Потом он присоединился к императору Шао Кану, чтобы завоевать Земное Царство. В качестве суббосса Кинтаро впервые появляется в игре 1993 года Mortal Kombat II, и бросает вызов Лю Кану во время второго турнира, но проигрывает; согласно сюжету комикса к MKII, выпущенного Midway в 1994 году, Кинтаро участвует в жестокой, хотя и неубедительной битве с Джаксом, прежде чем вмешивается Кун Лао. В режиме «Konquest» в Mortal Kombat: Armageddon (2006) он появляется в Преисподней вместе с Шивой, Хэвиком и легионом демонов. Кинтаро, как и все они пытается свергнуть Шиннока, который, в свою очередь, обставил всё именно так, чтобы испытать Тэйвена. Таким образом, выяснилось, что борьба Тэйвена с Кинтаро была созданной Шинноком иллюзией.

### Барака
Живое исполнение: Рик Дивизио (MK2, MKT), Деннис Кейффер (фильм МК: Истребление), Латиф Кроудер (фильм МК: Перерождение), Фрэйзер Эйтчесон (МК: Наследие)
Озвучивание: Дэн Вашингтон (MKvDC), Боб Картер (MK2011), Грег Иглз (MKX), Стив Блум (MK 11)
Барака (англ. Baraka) — представитель расы таркатанов из Внешнего Мира. Как и все таркатаны, он сражается большими лезвиями, начинающимися от локтей, на его лице свирепая «улыбка» из острых хищных клыков. Барака командует таркатанской армией, которая последовательно сражалась на стороне злодея Шао Кана, некроманта Куан Чи и старшего бога Шиннока, а затем императора Онаги. Барака освобождает из заточения Милину, и она становится его напарницей. Появлялся в — Mortal Kombat II; Mortal Kombat Trilogy; Mortal Kombat Gold; Mortal Kombat: Deception; Mortal Kombat: Unchained; Mortal Kombat: Shaolin Monks; Mortal Kombat: Armageddon; Mortal Kombat vs. DC Universe; Mortal Kombat (2011), Mortal Kombat X.
В перезапуске игры Барака присутствует в качестве отрицательного персонажа, который очень часто противостоит игроку в сюжетном режиме. С ним предстоит биться за Джонни Кейджа, Сайрекса, Джекса и Джейд. Когда Рэйден убил Шао Кана, Барака предложил передать титул Императора Милине, однако тот оказался жив. Барака подтверждает свою преданность Шао Кану и возглавляет отряд воинов, нападающих на Землю.
В своей персональной концовке Барака убивает Шао Кана, но лишь потому, что почуял, что под его личиной скрывается Шан Цунг. Это восхищает и шоканцев, и кентавров, и самого Императора, который награждает всех таркатанцев, ставших его новой любимой расой.
В Mortal Kombat X Барака присутствует в качестве неиграбельного персонажа. Сначала Рэйден вспоминает, как он победил Бараку, напавшего на храм Шаолинь и захватившего монахов в заложники. А за пять лет до основных событий игры Барака с другими воинами Императрицы Милины нападает на Коталь Кана и Рептилию, задумавших предательство. Атака проваливается после того, как Эрмак предает Милину. Во время боя Бараку из окна выбрасывает Дивора, которая затем побеждает его и убивает, вырывая его сердце и мозг.
Mortal Kombat 11 Барака возвращается в качестве игрового персонажа, и это его молодая версия из «прошлого» (тема MK11 — слияние настоящего и прошлого времен). Он является противником Коталь Кана во 2-й главе сюжетного режима, а затем Китаны в 7-й главе. Китана своей отвагой и боевым мастерством завоевала его уважение, в результате чего Барака вместе с таркатанцами присоединяется к ней в решающей схватке. Взамен его раса получает свою долю власти во Внешнем мире.
В персональной концовке Барака переписывает историю так, что таркатаны избегают нахождения в рабстве и за тысячу лет последовательно завоевывают Эдению, Адский мир, Внешний Мир, а затем и Землю, что дает племени бесперебойный приток мяса. В кадрах видно, что в ходе битвы с земными воинами на стороне таркатанцев бьются и их некогда враги шо-канцы. На другом кадре видно, как Барака держит голову Рэйдена на одном из своих лезвий.

## Mortal Kombat 3и расширенные версии
В 1995 году была выпущена игра Mortal Kombat 3, которая продолжила оригинальную серию файтингов. Хотя в игре отсутствуют популярные персонажи из предыдущих игр серии, в самом начале игры на экране выбора бойцов доступны уже четырнадцать играбельных персонажей — Шан Цзун, Синдел, Джакс, Кано, Лю Кан, Соня Блейд, Страйкер, Саб-Зиро, Сайракс, Сектор, Ночной Волк, Шива, Кун Лао, Кабал. В Mortal Kombat 3 представлены два босса — Мотаро и Шао Кан, причём в домашних версиях игры их можно выбрать на экране выбора бойцов. В игре также присутствует Смоук в качестве секретного персонажа, которым можно управлять. Позднее игра Mortal Kombat 3 получила два обновления — Ultimate Mortal Kombat 3 и Mortal Kombat Trilogy, количество персонажей в которых значительно увеличилось.

### Шива
Озвучивание: Ванесса Маршалл (MK11)
Шива (англ. Sheeva) — четырёхрукая женщина-воин из расы шоканов, персонаж серии игр Mortal Kombat. Вместе с остальными воинами Внешнего Мира она приходит за Шао Каном в Земное Царство и охраняет воскрешённую королеву Синдел, но теряет к нему доверие, поскольку Шао Кан посылает на уничтожение спасённых Райдэном земных воинов не её, а предводителя кентавров Мотаро. Шива вместе с Кано разрабатывает план устранения Шао Кана, но в решающий момент Кано предаёт Шиву, и Шао Кан убивает её. В Mortal Kombat: Armageddon Шива вместе с Кинтаро, Хавиком и полчищами демонов пытается свергнуть Шиннока, правящего Преисподней, однако Шиннок позже утверждает, что всего лишь создал реалистичное видение Шивы, дабы испытать Тэйвена. Таким образом, неизвестно, вернулась ли она к жизни. В своей концовке в Mortal Kombat: Armageddon Шива убивает Блэйза и становится богиней разрушения, сметая миры и воссоздавая их по своему вкусу. В Mortal Kombat 2011 Шива появляется в качестве телохранительницы Шао Кана. В своей концовке она убивает Шао Кана, за что земляне отдают расе шоканов целый материк — Австралию.

### Камелеона (Хамелеона)
Камелеона — женщина-затеррианка, которая впервые появилась в Mortal Kombat Trilogy для консоли Nintendo 64. В версиях MKT для приставок Sony PlayStation, Sega Saturn и для домашних компьютеров её заменяет Хамелеон. Затем Камелеона появилась в Mortal Kombat: Armageddon, но для версии Nintendo Wii. Когда-то её раса населяла Землю, но великая война между богами уничтожила большинство рапторов. Оставшиеся нашли новый дом — Затерру. Много позже Шао Кан узнал об этом мире и уничтожил всех рапторов, кроме Рептилии и Камелеоны. Она потратила много времени, чтобы найти Рептилию, который был на службе у Шао Кана. Ей удалось поговорить с Рептилией и рассказать, что случилось с его расой. Сначала он согласился ей помочь убить Шао Кана, но, опять попав под его влияние, Рептилия нападает на Камелеону.

## Mortal Kombat Mythologies: Sub-Zero

### Сарина
Озвучивание: Даниэль Николет (MKX)
Живое исполнение: Лия Монтелонго (англ. Lia Montelongo) (MKM:SZ), Дана Хи (Konquest)
Сарина (англ. Sareena) — персонаж, одна из трёх персональных убийц, наряду с Кией и Джатаакой, подчинявшихся колдуну-некроманту Куан Чи. Им было приказано убить Саб-Зиро, прежде чем он доберётся до колдуна. Сарина характеризировалась в Mortal Kombat Mythologies: Sub-Zero (1997) как «относительно быстрый и более опытный боец, чем её приятельницы-убийцы». Она помогла Саб-Зиро победить Куан Чи, после того как ледяной воин пощадил её, а затем выразила желание сбежать из Преисподней. Сарина была убита Шинноком, который внезапно возник за её спиной. Однако как выяснилось в Mortal Kombat: Tournament Edition (2002), уничтожена была только её человеческая оболочка, а душа отправлена в Преисподнюю, чтобы страдать в наказание за предательство. Перед событиями в Mortal Kombat: Deadly Alliance (2002) Сарине удалось сбежать оттуда во Внешний Мир, где она научилась использовать энергию того царства для поддержания своей человеческой оболочки. Некоторое время спустя она столкнулась с младшим Саб-Зиро, который в благодарность за помощь, некогда оказанную старшему брату, предложил ей убежище в своём клане Лин Куэй (англ. Lin Kuei), и Сарина приняла предложение. В игре Mortal Kombat: Armageddon (2006) она последовала за Саб-Зиро в Преисподнюю и спасла от смерти после того, как на него напали Нуб Сайбот и Смоук. Сарина возвратилась к своей демонической форме из-за напряжённого поединка и тёмного влияния Преисподней. Человеческий облик Сарине возвратил Куан Чи, которому удалось её найти и склонить на свою сторону, невзирая на сопротивление. В своей концовке в Armageddon Сарина после победы над Блэйзом получает способности к замораживанию предметов и превращает Куан Чи в глыбу льда. Вдвоём с Саб-Зиро они прячут тело колдуна в штабе Лин Куэй, где, как предполагалось, Куан Чи будет храниться вечно. В режиме «Konquest» игры Armageddon, Сарина, Киа и Джатаака должны были убить Тэйвена, по поручению Куан Чи, однако потерпели неудачу; в то время как Киа и Джатаака погибли, а души их спустились в Преисподнюю, Сарине удалось освободиться от влияния колдуна. В перезагрузке 2011 года она была замечена в качестве одного из неиграбельных бойцов на заднем плане арены «Яма» (англ. The Pit) в противостоянии, по всей вероятности, с Дэйгоном, или Фрост.
В Mortal Kombat X (2015) Сарина осуществляла контроль за событиями вокруг Преисподней, вплоть до появления самого Куан Чи. К тому времени, когда Ди’Вора, лояльная Коталь Кану, выяснила, что Сарина прислуживала Куан Чи и Шинноку, так как у неё был амулет, демоница помогла спецназу во главе с Кэнси и Джаксом схватить колдуна живьём.
Сарина, вместе с Кией и Джатаакой, появлялась в четырёх эпизодах телесериала «Смертельная битва: Завоевание» 1998 года. Несмотря на то, что они были оригинальными персонажами, создатели телесериала переименовали их, соответственно, в Сианн, Мику и Сору, в то время как роль Куан Чи не изменилась. Хотя Сарина не была представлена в рейтинге 2012 года из 50-и персонажей серии по версии UGO, тем не менее заняла 60-е место среди величайших персонажей всех времён в онлайн-опросе Dorkly 2013 года. Сарина стала 31-й среди всех персонажей серии Mortal Kombat, в соответствии с рейтингом Den of Geek 2015 года, отмечавшим, в частности, что благодаря ей «у Саб-Зиро на мгновение человечность разрослась как снежный ком во что-то значимое». WhatCulture в 2014 году назвал Сарину 2-й среди 12-и репатриантов, которые должны были вернуться в игре Mortal Kombat X. «Безусловно, персонаж, который может проложить путь через саму основу бытия добра и зла, да и сюжет мог бы содержать определённый смысл, с учётом возможного развития». Game Rant включил её в свою подборку 2011 года из 5-и загружаемых персонажей Mortal Kombat, которых хотелось бы увидеть в будущей игре.

### Киа
Озвучивание: Керри Хоскинс (MKM:SZ)
Живое исполнение: Керри Хоскинс (MKM:SZ), Джейми Прессли (Konquest)
Киа (англ. Kia) — персонаж, который впервые появился в качестве суб-босса в приключенческой игре Mortal Kombat Mythologies: Sub-Zero (1997). Киа является хранительницей одного из трёх магических кристаллов и прислуживает колдуну-некроманту Куан Чи наряду с Сариной и Джатаакой. Она обладает наименее мощной атакой из всего трио, хотя такая же быстрая, как Джатаака. Единственным доступным оружием для Кии в Mortal Kombat Mythologies: Sub-Zero является острый как бритва бумеранг. Киа, как и Сарина с Джатаакой, появляется вместе с Куан Чи в режиме «Konquest» игры Mortal Kombat: Armageddon (2006). Её роль в игре Mortal Kombat Mythologies: Sub-Zero исполнила Керри Хоскинс, актриса захвата движений. Джейми Прессли сыграла Мику, переименованного в телесериале «Смертельная битва: Завоевание» персонажа.

### Джатаака
Озвучивание: Рэйчел Хеберт (англ. Rachel Hebert) (MKM:SZ)
Живое исполнение: Эрика Грейс (англ. Erica Grace), Рэйчел Хеберт (MKM:SZ), Рене Тенисон (Konquest)
Джатаака (англ. Jataaka) — персонаж, который впервые появился в качестве суб-босса в приключенческой игре Mortal Kombat Mythologies: Sub-Zero (1997). Она является хранительницей одного из трёх магических кристаллов, и прислуживает колдуну-некроманту Куан Чи, наряду с Сариной и Кией. Джатаака также быстра, как Киа, однако значительно мощнее. В Mortal Kombat Mythologies: Sub-Zero она запускает в главного героя лазерные заряды из своего меча, который также использует в качестве оружия во время атаки. Джатаака, как и Сарина с Кией, появляется вместе с Куан Чи в режиме «Konquest» игры Mortal Kombat: Armageddon (2006). Роль Джатааки в игре Mortal Kombat Mythologies: Sub-Zero исполняли Рэйчел Хеберт и Эрика Грейс. Рене Тенисон сыграла Сору, переименованного в телесериале «Смертельная битва: Завоевание» персонажа.

### Фудзин
Озвучивание: Трой Бейкер (MKX)
Живое исполнение: Энтони Маркес (MKM:SZ), Ник Туссэн (англ. Nic Toussaint) (MKX)
Фудзин (англ. Fujin) — персонаж, названный в честь японского бога ветра Фудзина. Безымянный Бог Ветра как неиграбельный персонаж впервые появляется в приключенческой игре Mortal Kombat Mythologies: Sub-Zero (1997), в соответствии с предысторией которой, Райдэн назначил его, наряду с богами земли, воды и огня, одним из четырёх хранителей магического амулета Шиннока. В четвёртой части состоялся игровой дебют Фудзина, объединившегося с Райдэном в борьбе против Шиннока, и оказавшего поддержку земным воинам в рейде на дворец Шао Кана. Фудзин становится новым защитником Земного Царства, поскольку Райдэн после поражения Шиннока стал Старшим Богом. После продолжительного отсутствия в серии с 1999 года, когда Фудзин появился в Mortal Kombat Gold, он возвращается как играбельный персонаж в Mortal Kombat: Armageddon (2006), где выражает свою обеспокоенность в связи с внезапным приступом безумия Райдэна, который оживил тело Лю Кана, по неясным причинам убивающего невинных людей. Фудзин и Кун Лао объединяют свои усилия, чтобы найти способ спасти Райдэна и Лю Кана, либо уничтожить их, в крайнем случае. Кроме того, Фудзину становится известно, что братья Тэйвен и Дэйгон будут участвовать в некоем состязании против друг друга, но вмешательство злых сил уже исказило сущность состязания. Фудзин, отправившийся на поиски Тэйвена и Дэйгона, узнаёт, ради чего они будут бороться. Фудзин преграждает путь Тэйвену в режиме «Konquest», однако тот побеждает в битве и продолжает свой путь. В концовке Фудзина сила Блэйза превращает Бога Ветра в Ураган Правосудия. На руинах павших жертвой агрессии Шао Кана царств, он создаёт и возглавляет новый мир, пристанище для Армии Света под командованием Кун Лао. В перезагрузке 2011 года Фудзин появляется на короткое время вместе с Райдэном в неканонической концовке Кратоса. Согласно комиксам, представляющим собой приквел к игре Mortal Kombat X (2015), Фудзин помогает Райдэну в поисках пропавшего кинжала «Камидогу», проклятого Куан Чи. Однако его самого, подвергнувшегося позднее нападению, спасает Такеда Такахаси, которому Фудзин потом подарил маску и броню, напоминающие доспехи наставника Хандзо Хасаси (Скорпион). Когда в финальной битве герои Земного Царства побеждают Шиннока в режиме истории игры, Фудзин и Райдэн возвращают амулет Старшим Богам.
Фудзин занял 40-е место в рейтинге UGO 2012 года из 50-и персонажей Mortal Kombat, и 49-е среди величайших персонажей серии всех времён, по итогам онлайн-опроса Dorkly 2013 года. WhatCulture в 2014 году указал Фудзина 9-м из 12-и репатриантов, которые должны были вернуться в игре Mortal Kombat X, а Тони Сёрл добавил: «С учётом грамотного подхода, Фудзин мог бы пользоваться популярностью и обладать определённой значимостью». Брайан Доусон из Prima Games в 2014 году включил Фудзина из Mortal Kombat 4 в список самых «дешёвых» персонажей в истории серии, причём назвал «выдающимся», однако посетовал, что «его подпрыгивающий, антивоздушный, супер раздражающий арбалет (оружие, о добавлении в игру которого Эд Бун пожалел впоследствии), якобы реально отягощал многих».

### Шиннок
Шиннок (англ. Shinnok) — ранее занимал своё место среди богов. Старшие Боги являются истинными правителями всех царств. С присущей им мудростью, управляя всеми царствами, они наблюдают, как миры создаются и уничтожаются. Однако Шиннок поддался жадности и иллюзиям о фальшивой власти в управлении молодым Земным Царством. Захватив это царство, он бы мог получить непревзойдённую власть. Впервые Шиннок появился в Mortal Kombat Mythologies: Sub-Zero, а затем в Mortal Kombat 4 и Mortal Kombat Gold как главный злодей. Он также присутствует в игре Mortal Kombat: Armageddon, наряду с его появлением в телесериале «Смертельная битва: Завоевание». Кроме этого, он появляется в игре Mortal Kombat 2011 года, в самом конце истории с намёком на продолжение. Шиннок — главный босс в Mortal Kombat X. Сын Кроники и брат Цетрион.

## Mortal Kombat 4

### Джарек
Озвучивание: Марк Майерс (англ. Mark Meyers) (MK4)
Джарек (англ. Jarek) — персонаж, который хронологически впервые появляется в приключенческой игре Mortal Kombat: Special Forces (2000) в качестве босса. Кано, пообещавший реорганизовать банду, высвобождает Джарека вместе с остальными членами «Чёрного Дракона» (англ. Black Dragon) из охраняемой спецназом армии США тюрьмы. Однако, фактически, Кано просто использовал своих сообщников, чтобы замедлить действия спецназа, пока сам разыскивал могущественный артефакт Глаз Шитиана (англ. The Eye of Chitian). Дебютируя в четвёртой части как играбельный персонаж, Джарек, жестокий и вспыльчивый, был вторым в банде после Кано:16. В играх он первоначально использовал спецприёмы и добивания, популяризованные Кано. Из сюжетной линии персонажа следует, что Джарек был последним членом «Чёрного Дракона», которого преследовала Соня Блейд за «преступления против человечества» после гибели Кано. Джарека всё-таки поймали и впоследствии он стал сражаться вместе с земными воинами против армии Шиннока. После поражения Шиннока, Соня попыталась задержать Джарека, чтобы снова посадить в тюрьму; однако преступник оказал сопротивление, и едва не убил её, когда в противостояние между ними вмешался Джакс, который сбросил Джарека с обрыва. Согласно биографии самого Джарека в Mortal Kombat: Armageddon (2006), ему чудом удалось выжить после, казалось бы, смертельного падения. Тем не менее, Джарек фальсифицировал свою смерть для того, чтобы полностью восстановить силы и отомстить, в то время пока будет путешествовать по мирам в поисках древних манускриптов, которые помогли бы ему продемонстрировать добивание, достойное обидчика. Впоследствии Куан Чи выразил восхищение приобретёнными Джареком навыками, и предложил ему присоединиться к Силам Тьмы.
Все спецприёмы в MK4 Джарек, несмотря на отсутствие какого-либо кибернетического вмешательства, перенял у Кано, включая такие добивания, как «Heart Rip» и «Eye Laser». Однако игроки восприняли его не так хорошо, как предшественника и Armageddon, где он в очередной раз появился в качестве игрового персонажа. Основу образа Джарека составила внешность Эрмана Санчеса (англ. Herman Sanchez), художника из Midway Games.
Джарек занял 65-е место среди величайших персонажей в онлайн-опросе, проведённом Dorkly в 2013 году, который оценивал весь список персонажей Mortal Kombat. Особенно негативную реакцию вызвало его окончание в MK4, куда вошли к тому же ещё и концовки Сони с Джаксом (причём последний сочетает в себе все три, включая неканоническую смерть как Сони, так и Джарека). Cracked указал в своей подборке «6 Video Game Endings That Are Clearly F#@%ing With Us» 2013 года подвешенного над обрывом Джарека, просившего Джакса о пощаде, пока тот удерживал: «Далее следует один из самых глупых обменов [любезностями], которые я могу припомнить в видеоигре… Трудно выразить словами, насколько плохо это обыграно». В 2010 году 4thletter.net среди «Десяти нелепиц, происходящих в Mortal Kombat» указывал концовки MK4, на примере окончания Джакса в версии Nintendo 64, а в 2013 году определил 19-е место в рейтинге из 200 лучших окончаний в играх-файтингах: «Джакс безусловно имеет приоритет, тем более, что это дополняет окончание Джарека, которое является своего рода продолжением окончания Сони… Это так чертовски красиво».

### Кай
Живое исполнение: Кимбалл Уддин (англ. Kimball Uddin) (MK4)
Кай (англ. Kai) — персонаж, бывший член тайного «Общества Белого Лотоса» (англ. White Lotus Society), который обучался у великих мастеров Азии. Во время своего визита в США Кай познакомился с Лю Каном, в то время как тот набирал и обучал новое поколение шаолиньских воинов. В Mortal Kombat 4 (1997), желая помочь Райдэну в борьбе против Шиннока, оба присоединились к земным воинам в Эдении. Кай решил путешествовать по Земле в поисках самопросвещения в своей концовке после победы над Шинноком. Он получил как благословение от Райдэна посох, который мог бы пригодиться в его поисках и, возможно, указать путь к бессмертию. Кай отсутствует в Mortal Kombat: Deception (2004), однако его имя упоминается персонажами во второстепенной миссии игрового режима «Konquest». В Земном Царстве Сюдзинко встречает Кун Лао и узнаёт, что все монахи Шаолиня были вырезаны, в то время как Кай находится во Внешнем Мире и мог бы возвратиться и помочь восстановить монастырь. Кай, который ненадолго появляется в сюжете, заявляет, что его путешествие по Земному Царству закончено, однако возвратится только тогда, когда его путь в этом мире будет завершён. Он отдаёт посох молний Райдэна Сюдзинко, а тот, в свою очередь, передаёт посох Кун Лао. Кай в качестве играбельного персонажа также появляется в Mortal Kombat: Armageddon (2006). В концовке он побеждает Блэйза и становится связанным с Единой Сущностью, позволяющей ему видеть сквозь время. Он видит все события в прошлом, которые привели к заключительному сражению у Пирамиды Аргуса. Но когда смотрит в будущее, он не видит ничего.
Кай появляется в официальном комиксе Mortal Kombat 4, который был издан в качестве приложения к некоторым версиям игры. Впервые он замечен тренирующимся с Лю Каном, причём выполнение упражнений прерывается, когда они видят падение объекта с неба. Обследуя место его приземления, они обнаруживают в кратере Фудзина, окружённого демонами. Вдвоём они спасают Фудзина и вскоре узнают от Райдэна, что демоны подчиняются Шинноку. После того, как Кай и Лю Кан объединяются с другими воинами Земного Царства, они отправляются в Эдению, чтобы остановить Шиннока.
Эд Бун объяснил, что разработчикам просто понадобился «афро-американский персонаж, который был очень ловким, как Лю Кан», использующий точно такой же снаряд шаровой молнии, но с той лишь разницей, что запускал его вертикально. Кроме того, Кай стал первым персонажем в серии, делающим в MK4 стойку на руках, с последующим выполнением спецприёмов; Бун рассчитывал, что это станет основным боевым стилем для Кая в Armageddon, однако ограниченные сроки препятствовали его планам.
Кай стал 47-м в рейтинге UGO из 50-и лучших персонажей Mortal Kombat 2012 года, а фанаты признали его 61-м величайшим персонажем серии за всё время, по результатам онлайн-опроса, проведённого Dorkly в 2013 году. Гарт Каестнер из G3AR отдал Каю 8-е место в своём списке 2013 года из 10-и худших персонажей серии Mortal Kombat из-за его близкого сходства с Лю Каном: «Дайте ему несколько иной набор приёмов и африканский оттенок кожи, и у вас совершенно новый персонаж». Рассматривая «крутые татуировки с тигровыми полосками», Гэвин Джаспер из Den of Geek уделил особое внимание внешности Кая, который занял 54-е место в рейтинге всех персонажей серии Mortal Kombat. Роберт Найтор из Hardcore Gaming 101 отмечал: «Со всеми его выпущенными снарядами, он в сущности чернокожий Лю Кан». Хотя Кай не появлялся в Mortal Kombat X, WhatCulture упомянули его в подборке из 12-и персонажей, возвращения которых они ожидают в следующей игре: «Немножечко любви Каю, пожалуй, и он мог бы стать более привлекательным для сил света, чем Лю Кан; он определённо имеет потенциал, чтобы превзойти [его] как задиру, если уделить ему должное внимание согласно свежему замыслу».

### Мит
Мит изначально служил графической моделью, созданной арт-директором Тони Госки (англ. Tony Goskie) для каждого бойца в Mortal Kombat 4 (1997). Имя персонажа (от англ. Meat — «мясо») — ничто иное как обозначение данной модели в процессе разработки. Позднее данную модель решено было сделать играбельным персонажем в качестве «пасхального яйца». Игроки впервые узнали имя нового персонажа из надписи «Meat lives!» (с англ. — «Мясо живое!»), появившейся на сайте Эда Буна, рекламирующего третью аркадную версию МК4, причём в стратегическом руководстве он также упоминался как «Meat», а позднее даже появился в режиме «Konquest» в Mortal Kombat: Deception (2004).
Предыстория Мита в Mortal Kombat: Armageddon (2006) описывает его как результат ужасного эксперимента Шан Цзуна, причём подопытный избежал своей участи, прежде чем колдун закончил работу. Prima Games, стратегическое руководство по игре, описывает его как «забавного персонажа, который помогает Шинноку», хотя их отношения не рассматривались в сюжетной линии.
Мит занял 49-е место в рейтинге UGO 2012 года из 50-и персонажей Mortal Kombat, и 52-е среди величайших персонажей серии в онлайн-опросе 2013 года, проведённого Dorkly среди фанатов. ScrewAttack называл Мита 4-м в своём рейтинге 2011 года из 10-и наихудших персонажей серии Mortal Kombat: «Давайте возьмём типовую модель [персонажа], лишим его плоти, и дело с концом». Райан Астон из Topless Robot поставил Мита 2-м в своёй подборке из 8-и персонажей Mortal Kombat, бестолковых даже по меркам серии, называя его «кровавым риффом» относительно Шарады, персонажа из Soulcalibur II, а его сюжетную линию «поистине жалким оправданием для его существования». Сэм Ашурст из GamesRadar в 2009 году называл Мита среди 7-и мерзких персонажей для следующего третьего фильма, поскольку «Мясо не может двигаться, не разбрызгивая кровь повсюду. Мы бы хотели, чтобы он превратил [продолжение] из подростковой киношки в Сплэттер».

### Рэйко
Озвучивание: Эд Бун (MK4), Александр Брэндон (MK:A)
Живое исполнение: Джим Хельсингер (англ. Jim Helsinger) (Konquest)
Рэйко (англ. Reiko) — персонаж, который в разное время был генералом армий Шиннока и Шао Кана, и членом Братства Тени (англ. The Brotherhood of Shadow). В Mortal Kombat 4 (1997), после поражения Шиннока, Рэйко исчезает на какое-то время, чтобы впоследствии бороться против защитников Земли. В концовке Рэйко просто проходит через портал и исчезает, мгновение спустя он появляется в кадре, уже восседающим на троне Шао Кана в шлеме, о котором также упоминается в режиме «Konquest» игры Mortal Kombat: Deception (2004). В крепости Шао Кана в режиме «Konquest» игры Mortal Kombat: Armageddon (2006) Тэйвен вступает в противостояние с Рэйко, который поначалу пытался его завербовать в армию императора, но получил отказ; Тэйвен тогда намеревался убить Куан Чи, в конечном итоге Рэйко потерпел поражение. В неканонической концовке Armageddon Рэйко снова надевает на себя шлем Шао Кана, и становится более могущественным после того как наносит поражение Блэйзу, в результате «преобразовывается он в военачальника беспрецедентной дикости». В перезагрузке 2011 года он появляется в одном из эпизодов на заднем плане арены «Яма» (англ. The Pit), где борется как с Дэйгоном, Фрост, Кэнси, так и Сариной. Именно Рэйко был антагонистом комикса-приквела к игре Mortal Kombat X (2015), согласно сюжету которого, выступал в качестве советника Милины, но втайне намеревался использовать её, чтобы заполучить престол во Внешнем Мире. Рэйко представлен преемником престола Шао Кана после событий MK2011, в соответствии со своей предысторией. Предсказания оказались ложными после того как Куан Чи, который использовал Шао Кана, вознамерился установить правление Шиннока в Земном Царстве и Внешнем Мире. Рэйко пытался покончить жизнь самоубийством, но Хавик остановил его. Впоследствии это приводит к таким событиям, как убийство Скорпиона, проклятие Джеки Бриггс и Кэсси Кейдж, коррумпированности Сюдзинко и Райдэна из-за кинжала «Камидогу». Тем не менее, сам Рэйко, как предполагалось, был убит Коталь Каном, Милиной и Эрмаком, прежде чем пришёл Хавик, чтобы спасти его. В результате нападения одержимого Райдэна были схвачены Кейдж и Соня, а вместе с ними и Коталь Кан, Милина, Эрмак, которых связали и подключили к аппарату по выкачиванию из них крови, как того хотел Хавик, чтобы Рэйко мог набраться сил. Таким образом Рэйко превратился в Кровавого Бога, требующего жертвоприношений. Однако на самом деле Хавик, искавший всё это время носителя амулета Шиннока, использовал Рэйко, тело которого стало плавиться, поскольку мощь Кровавого Бога отнимала его жизненную энергию. Таким образом Хавик просто убил его, а затем сорвал с черепа Рэйко амулет.
Имя Рэйко на самом деле является японским женским именем (как и позднее в случае с Хотару в Deception), причём Эд Бун заявил, что разработчики ассоциировали его появление с Шао Каном, касательно сюжетной линии, выстроенной в Armageddon. Рэйко дебютировал в четвёртой части с экипировкой, похожей на одежду персонажей-ниндзя с взаимозаменяемой палитрой из двухмерной игровой серии, вдобавок к бакенбардам с проседью и чёрным волосам. Однако в Armageddon он вернулся в костюме, похожим на костюм Шао Кана, причём его альтернативный костюм дублировал дизайн Рэйко из MK4, а височная область головы была гладко выбритой.
Рэйко стал 42-м среди 50-и персонажей Mortal Kombat по версии UGO в 2012 году, и 45-м величайшим персонажем серии всех времён, по итогам онлайн-опроса, проведённого Dorkly в 2013 году. Роберт Найтор из Hardcore Gaming 101 охарактеризовывал персонажа следующим образом: «Рэйко просто нравится надевать шлем Шао Кана частенько, и… он имеет новый прикид, больше похожий на Шао Кана и использует молот точно так же, как делал его бывший владелец. У Рэйко проблемы». Гэвин Джаспер из Den of Geek поставил Рэйко последним 73-м в рейтинге всех персонажей серии Mortal Kombat в 2015 году, поскольку посчитал потенциал растраченным впустую относительно сюжетной линии, связующей его с Шао Каном: «Рэйко напоминает открытие самого большого подарка на Рождество, только чтобы увидеть пару использованных носков». WhatCulture указывали Рэйко 7-м в их подборке 2015 года из 20-и худших персонажей Mortal Kombat за всё время: «Рэйко признан виновным за преступление с нулевой долей [его] участия».

### Таня
Озвучивание: Лия Монтелонго (англ. Lia Montelongo) (MK4), Дженнифер Хейл (MKX)
Живое исполнение: Лия Монтелонго (англ. Lia Montelongo) (MK4)

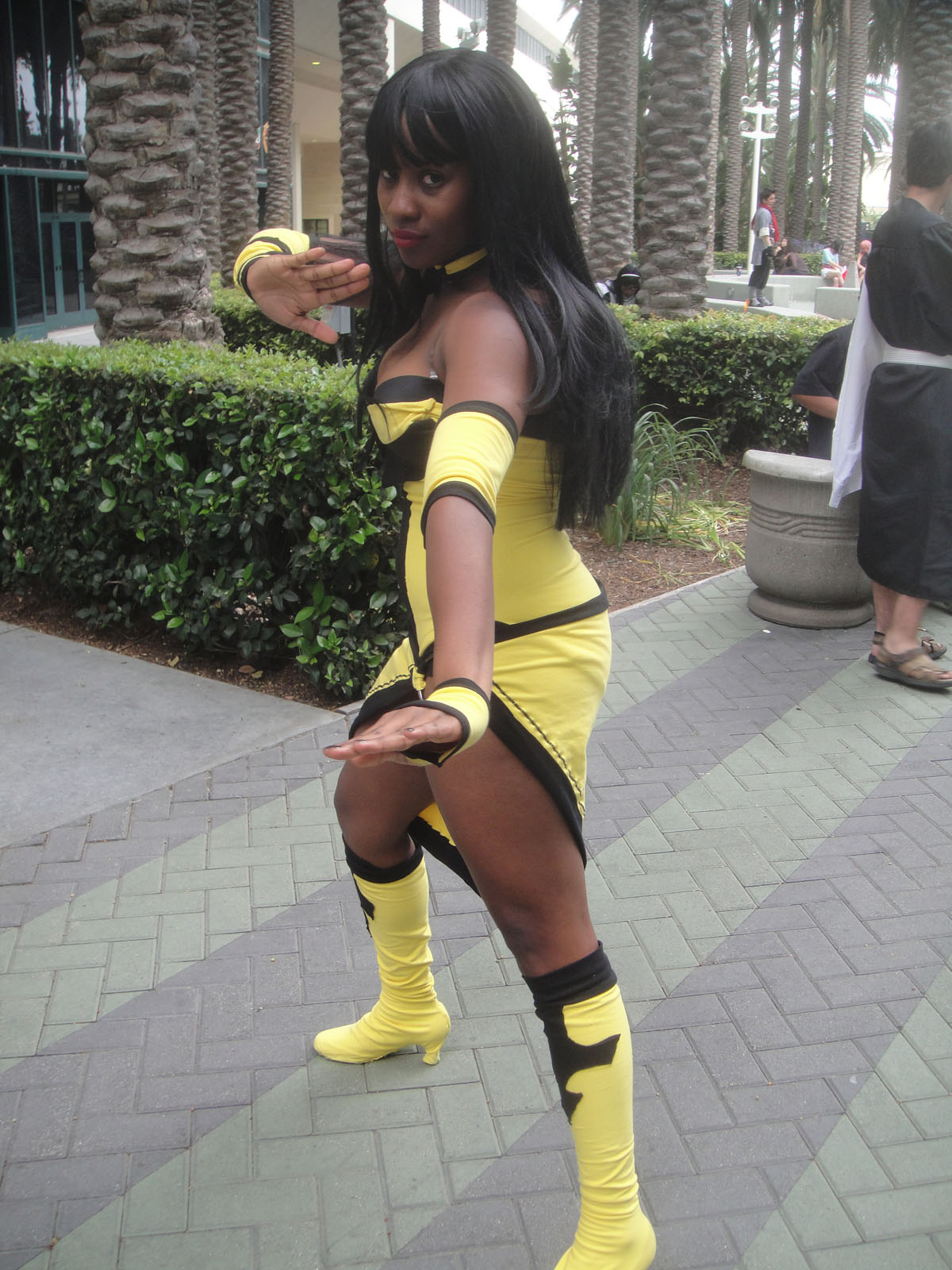
Косплей Тани на

Таня (англ. Tanya) — персонаж, дочь эденийского посла. Таня впервые появилась в Mortal Kombat 4 (1997), где, согласно её биографии, характеризовалась как положительный персонаж, поскольку хотела помочь беженцам из другого мира. Однако, как выяснилось в её концовке, Таня добровольно помогала Шинноку и Куан Чи проникнуть в Эдению, предавая тем самым свой родной мир. Она пыталась заманить Лю Кана в ловушку, но у неё ничего не получилось, так как земные воины к тому времени уже нанесли поражение Шинноку. Впоследствии за измену она была объявлена в розыск, поэтому сбежала из Эдении во Внешний Мир, где стала исполнителем для «Смертоносного союза» Шан Цзуна и Куан Чи в Mortal Kombat: Deadly Alliance (2002). После поражения обоих колдунов она присоединилась к Онаге, желавшему собрать воедино шесть артефактов «Камидогу», и таким образом обрести невероятную силу, а Таня, в свою очередь, должна была выполнять роль его проводника в Эдении. Таня была добавлена в Mortal Kombat X (2015) в качестве загружаемого персонажа, она также получила небольшую роль в режиме истории игры, где вместе с Рейном оказывала поддержку Милине в попытке свергнуть Коталь Кана и вернуть престол, в обмен на обещание освободить Эдению из-под власти Внешнего Мира. Однако впоследствии сама Милина была арестована и казнена Ди’Ворой по приказу Коталь Кана. Хотя Рейн доказал себя неплохим союзником и любовником, он стал бесполезен для Тани, и потому она рассказала Кану о его местонахождении в обмен на его снисходительность. Хотя Таня оказалась в заточении, она — жива, что позволяет ей строить планы.
Согласно Эду Буну, создававшему серию, он назвал персонаж в честь своей младшей сестры, Тани. Ей досталось 34-е место в рейтинге UGO 2012 года из 50-и персонажей Mortal Kombat, и 50-е среди величайших персонажей серии за всё время, согласно проводимому Dorkly онлайн-опросу 2013 года. ScrewAttack в 2011 году оценивал её «Triple Neckbreaker» из MK4 последним среди 10-и худших добиваний серии, а Complex определил Таню 7-й в списке из 10-и наиболее недооценённых бойцов Mortal Kombat: «Наша девушка Таня — предатель всех предателей в серии, переключающая свою преданность чаще, чем мы можем сосчитать». Тем не менее Den of Geek в 2015 году посчитал её 68-й среди всех персонажей серии Mortal Kombat, поскольку она «однобокий злодей, единственным качеством которого является предательство». Сэм Ашурст из GamesRadar в 2009 году упомянул Таню в числе 7-и мерзких персонажей для следующего третьего фильма, из-за её добивания «Thighbone Stab» в Deception. Предполагалось также, что её роль в фильме может сыграть Розарио Доусон. WhatCulture в 2014 году среди 12-и персонажей, возвращения которых они ожидают в следующей игре, назвал Таню «единоличной наиболее коварной и предательской сукой в истории франшизы».

## Mortal Kombat: Special Forces

### Безликий
Безликий (англ. No Face) — персонаж, который является членом банды «Чёрный Дракон» (англ. Black Dragon). Обладает обширными знаниями в области зажигательных и взрывных устройств, и носит при себе динамитные шашки:16, привязанные к его груди, а также использует огнемёт в качестве оружия. Его внешность послужила основой для имени, поскольку у Безликого отсутствуют нос, уши, волосы, и к тому же он имеет бледный цвет лица. Кано высвободил его из тюрьмы, наряду с другими членами банды. Безликий скрывался в убежище на заброшенном складе, где его впоследствии убил Джакс.

### Тасия
Тасия (англ. Tasia) — персонаж, который входит в состав «Чёрного Дракона» (англ. Black Dragon). У неё короткие чёрные волосы. Она носит фиолетовые колготки, топик с открытой спиной и завязками вокруг шеи. Тасия опытный мечник и мастер-ниндзя:16. В битве она владеет двумя катанами и вращается как вихрь, а также может телепортироваться и вдобавок использует парализующие шары. Как и других членов банды, Кано также высвободил её из тюрьмы. Тасия нашла себе убежище в канализации, где её, в свою очередь, и нашёл Джакс; в конечном итоге Тасия была убита.

### Тремор
Озвучивание: Фред Таташор (MKX)
Тремор (англ. Tremor) — персонаж, который принадлежит к когорте «Чёрного Дракона» (англ. Black Dragon). Представлен как мускулистый ниндзя, одетый в коричневый костюм, посредством использования взаимозаменяемой палитры. Он обладает способностью геокинеза, создавая землетрясение (по аналогии с Джаксом), путём физического воздействия на земную поверхность, а также может запускать в противника до трёх огненных шаров за один раз. Тремор также сбежал из заключения во время побега, организованного Кано, которому был слепо предан. Кано поручил ему охранять портал во Внешний Мир:16, но в конечном итоге Джакс убил Тремора.
Первоначально в качестве играбельного персонажа Тремора планировалось включить в игру в Mortal Kombat Trilogy, но впоследствии он был заменён на Рейна. Он стал эксклюзивным персонажем в режиме «Challenge Mode» на PlayStation Vita, портативной версии перезагрузки 2011 года, а его официальный игровой дебют в качестве загружаемого персонажа состоялся в игре Mortal Kombat X. Тремор изображается как земной ниндзя, который может манипулировать лавой и создавать землетрясение. В Mortal Kombat X Тремор облачён в одеяние, подобное тем, что носят ниндзя, помимо того он получил дополнительные боевые вариации, основанные на манипулировании валунами, металлами и кристаллами.

## Mortal Kombat: Deadly Alliance

### Блэйз
Блэйз был захвачен группой сектантов, служивших умершему тысячелетия назад императору Онаге. При помощи магии сектанты заставили Блэйза охранять последнее яйцо дракона, в котором содержался дух Онаги, но после переселения духа Онаги в тело Рептилии заклинание, сковывавшее Блэйза, исчезло. Увидев, что могущественных воинов стало слишком много, и их силы угрожают мирам, Блэйз решил разбудить от магического сна сыновей защитника Эдении Аргуса — Тэйвена и Дэйгона. Миссия должна была закончиться их битвой с Блэйзом. Тот, кто убил бы огненного элементаля, получил бы место Защитника Эдении и остановил бы Армагеддон. В своей концовке Блэйз, из-за заклинаний прислужников Онаги, стал непобедим, вызвав тем самым конец света.

### Бо Рай Чо
Озвучивание: Карлос Песина (MK:DA, MK:D, MK:A), Стивен Блум (MKX)
Живое исполнение: Крис Мэтьюс (англ. Chris Mathews) (MKX)
Бо Рай Чо (англ. Bo’ Rai Cho, от искажённого исп. borracho — «пьяница») — персонаж, упитанный и весёлый выходец из Внешнего Мира, мастер боевых искусств, который воспитал многих великих воинов, в том числе и Лю Кана, будущего чемпиона (также в разное время его учениками были Кун Лао и Сюдзинко). Однако сам Бо Рай Чо никогда не принимал участие в турнире «Смертельная битва», поскольку тогда ему пришлось бы сражаться за Шао Кана, жестокого императора Внешнего Мира. Как только Бо Рай Чо узнал, что его ученика Лю Кана убили Шан Цзун и Куан Чи, объединившиеся в «Смертоносный союз», он начинает тренировать Кун Лао, пожелавшего поквитаться за смерть друга. В то время как земные воины готовились к скоординированному наступлению на «Смертоносный союз» двух колдунов, Бо Рай Чо, которому удалось незаметно проникнуть во дворец Шан Цзуна, сбегает оттуда с телом Ли Мэй. После чего перегруппировывается вместе с другими земными воинами во главе с Райдэном, но не присоединяется к атаке, а отступает в безопасное место. Из окончания Шан Цзуна в игре Mortal Kombat 2011 года, в своеобразной манере интерпретирующей серию, следует, что его обучил Бо Рай Чо, прежде чем он стал новым защитником Внешнего Мира, противоборствующий коррумпированному Богу Лю Кану. Бо Рай Чо на непродолжительное время появляется в комиксе-приквеле, а затем и в режиме истории игры Mortal Kombat X (2015), где его чуть не убил Шиннок, в то время как он обсуждал с Райдэном гибель Лю Кана и Кун Лао. Причём так и осталось неизвестным удалось ли Бо Рай Чо пережить нападение. В качестве играбельного персонажа он был добавлен в Mortal Kombat X посредством загружаемого дополнения в составе «Kombat Pack 2».
Полностью в соответствии со своим именем действительно чаще всего персонажа можно видеть подвыпившим, а его приёмы в бою представляют собой «пьяный стиль», доходящий до вульгарности, например, он использует лужу рвоты как ловушку, на которой оппонент поскальзывается. Дизайнер персонажа Эрман Санчес (англ. Herman Sanchez) говорил, что просто-напросто выражение «прекрасно делится на три азиатских созвучия», в то время как разработчики сами хотели ввести в серию такого вот «неряху», который стал бы учителем.
Бо Рай Чо получил смешанные отзывы о себе, согласно UGO, в 2012 году он стал 37-м среди 50 персонажей Mortal Kombat: «Иметь некоего комичного типа подобного Бо Рай было глотком свежего воздуха. Или же, в его случае, отрыжкой свежего воздуха». Он был признан 40-м величайшим персонажем серии, по итогам онлайн-опроса 2013 года, проведённого Dorkly. Den of Geek в рейтинге всех персонажей серии Mortal Kombat отдал ему в 2015 году 55-е место: «Он по сути Бугермэн от Shaw Brothers, а шутка раздражает уже после его трижды проведённой рвотной атаки». Роберт Найтор из Hardcore Gaming 101 неблагоприятно сравнивал его с Шунь Ди из Virtua Fighter: «Сделайте его большим, толстым парнем, придайте ему побольше очарования и заставьте его блевать и пердеть почаще, и у вас есть Бо Рай Чо». Он стал последним в подборке ScrewAttack 2011 года из 10-и наихудших персонажей в серии Mortal Kombat, а его простой деревянный посох был назван «проклятой палкой». В 2014 году Тони Сёрл из WhatCulture в числе 12-и персонажей, которых хотелось бы вернуть в следующую игру, упомянул Бо Рай Чо, подозревая, «юмор это не всё, что он может предложить». Джо Принг из WhatCulture указал его 4-м в своей подборке 2015 года из 20-и худших персонажей серии за всё время: «Эй, вон, этот толстый, пьяный жлоб, который к тому же является стереотипом мастера боевых искусств». Дэн Райкерт из Game Informer в 2010 году называл Бо Рай Чо «самым напыщенным персонажем в истории Mortal Kombat» только за то, что в своём заключительном действии тот пердит. Complex в 2011 году указал его 3-м среди самых недооценённых персонажей серии, иронически рассуждая: «Был бы у нас мастер, способный научить надлежащим образом [использовать] огонь для наших газов, перед тем как убить». Джеймс До из Earth-2.net в том же году определил его добивание «Epic Fart from Hell» 17-м в своём рейтинге 20-и самых отвратительнейших из всех в серии Mortal Kombat.

### Драмин
Драмин (англ. Drahmin) — один из двух они-демонов с 5-го уровня Нереальности. Он имеет железную булаву, установленную на его правой руке. Маска, которую он носит — артефакт, названный Лицом Кун-Ло. Ношение этой маски позволяет ему управлять его гневом и борьбой с его дисциплинированным Нереальном стилем. Сняв маску, он входит в стиль Они, теряет равновесие и нападает с убийственным безумием.
Драмин не всегда был демоном. Столетия назад он был жестоким военачальником во Внешнем Мире, но совершив ряд ужасных преступлений, был сослан в Нереальность, где его тело и душа должны были подвергнуться вечным мучениям. Годы тянулись, а Драмин уходил всё больше и больше в безумие, пока его человеческая ипостась не была потеряна окончательно. В конечном счёте он принял свою судьбу и подчинился власти Нереальности, став сильнейшим из Они.
Вместе с другим не менее сильным они-демоном — Молохом — был нанят Куан Чи для защиты от Скорпиона. За хорошую службу ему была обещена высшая награда — свобода, ради которой Драмин был готов на всё, но Куан Чи бежал из Нижнего Мира и не сдержал своё обещание. Драмин был в ярости от предательства волшебника и вскоре, вместе с Молохом, нашёл путь во Внешний Мир. Там они заключили союз с Шан Цзуном, который также собирался избавиться от своего союзника после завершения возрождения армии Короля Дракона. Скорпион помешал их планам, но был побеждён двумя Они.
Вскоре Драмин, также в компании Молоха, вновь появляется в последнем сражении в кратере Эдении на стороне армии Тьмы, но гибнет в нём, как и все остальные воины, принимавшие участие в этой битве.

### Кэнси
Кэнси (англ. Kenshi, от яп. 剣士 — фехтовальщик) — воин, принадлежавший к древней династии королей. Обманутый коварным Шан Цзуном, Кэнси освобождает души своих предков из гробницы, в результате чего слепнет, а Шан Цзун забирает их души себе. Чувствуя муки своих предков, Кэнси клянётся освободить их и соглашается помочь представителям Специальных Сил США Джаксу и Соне в их миссии во Внешнем Мире. Странствуя в поисках Шан Цзуна, Кенши освобождает из-под власти Шао Кана ниндзя-призрака Эрмака, который в свою очередь обучает его телекинезу. Мавадо, посланный убить Кэнси, едва не достигает своей цели, однако Саб-Зиро, воин клана Лин Куэй, спасает его. Кэнси отказывается от своей позиции в Специальных Силах, но и в клан Саб-Зиро не вступает. Он возвращается в Земное Царство, снова становится одиноким воином и сражается со злом, ведомый мечом своих предков. Кенши планирует убить Мавадо и уничтожить организацию «Красный дракон», когда путём духовного контакта узнаёт о миссии полубогов Тэйвена и Дэйгона, результатом которой должно стать уничтожение Блэйза. Кэнси принимает решение вести за собой силы Света в решающий бой. Победив Блэйза, он обретает все чувства в совершенстве, но они настолько сильны, что он удаляется в изолированную пещеру.

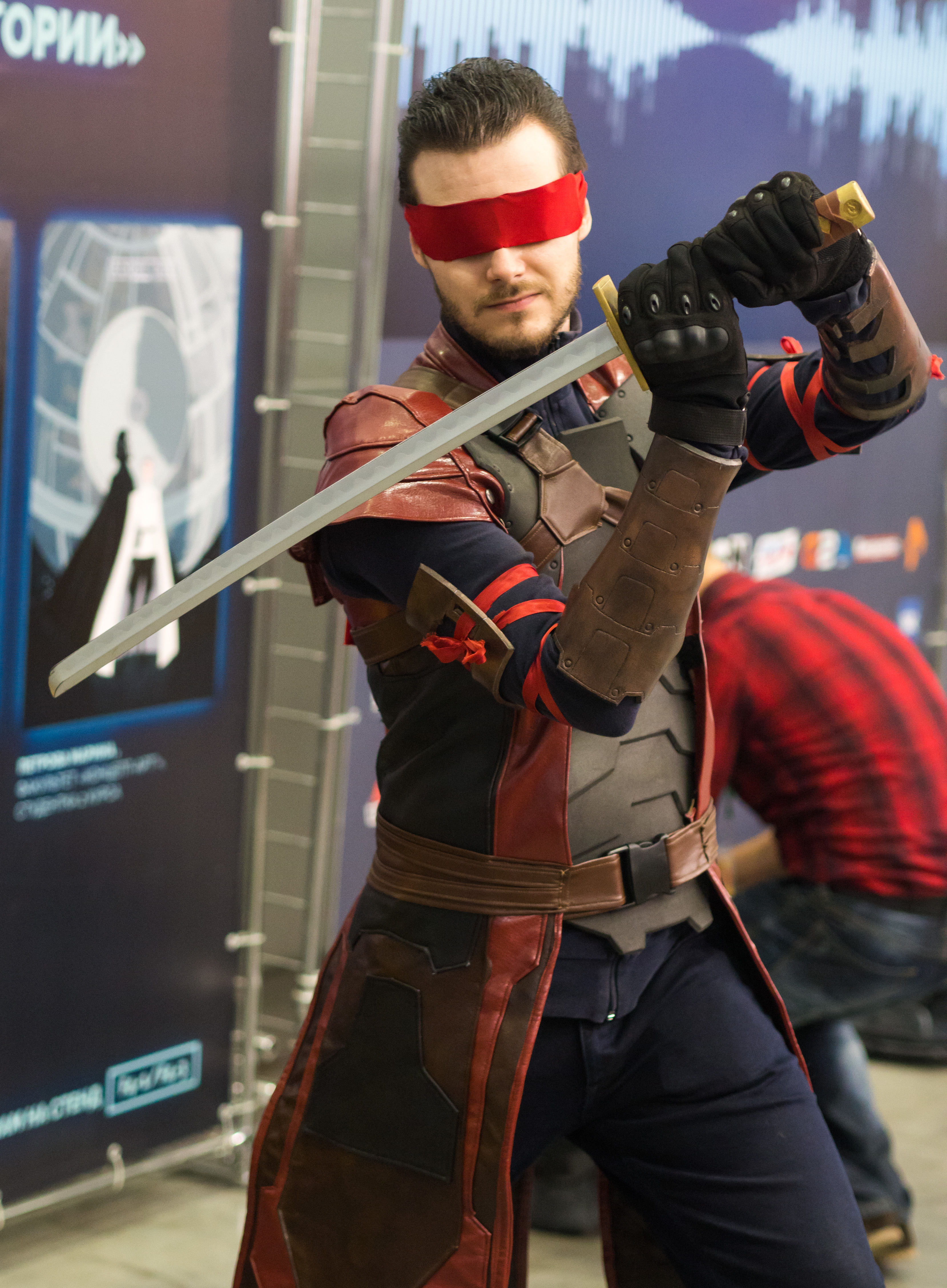
Косплей Кенши, Игромир 2016.

Первоначально персонаж был назван «слепой Джи», но в процессе разработки персонаж был переименован в «слепого Кэнси », а прилагательное было урезано в окончательной версии имени. Хотя имя «слепой Кэнси» всё же появилось на обратной стороне британских обложек игры для PlayStation 2.
Является скачиваемым персонажем в МК (2011) и играбельным в МКХ также в нём имеет сына Такэду.

### Ли Мэй
Ли Мэй (англ. Li Mei) — воительница из Внешнего Мира, ученица Бо Рай Чо. Её целью была месть убийцам (Куан Чи и Шан Цзуну) за свой народ.
В концовке Mortal Kombat Armageddon: Заполненная энергией Блэйза, Ли Мэй знала применение силы только в одном назначении — отомстить убийцам своего народа, которыми были Куан Чи и Шан Цзун. Ли Мэй изгнала колдунов в обелиск, где они должны отражать атаки агрессоров вечно. Справедливость восторжествовала.

### Рейн
Рейн (англ. Rain) — сын бога воды Аргуса был рождён больше 10 000 лет назад в древнем царстве — Эдении. Маленьким ребёнком он пережил вторжение в его родной мир Шао Кана. Во время этого хаоса Рейн был похищен у родителей, в то время как его отец (приёмный, как позже будет известно) остался, чтобы выполнять свой долг как генерала армии Эдении. Впрочем, армия Эдении потерпела поражение, и отец Рейна был убит Шао Каном.

### Мавадо
Mавадо (англ. Mavado) — член клана «Красный дракон», служит Дэйгону и имеет подручного Сюй Хао. Встаёт против Тэйвена в Армагеддоне. Убит Кэсси Кейдж — дочерью Джонни Кейджа и Сони Блейд.

### Мокап
Мокап (англ. Mokap) — впервые появился в Mortal Kombat: Deadly Alliance в качестве секретного персонажа. Он — актёр захвата движения (Motion capture) с обширным знанием восточных единоборств.
Несмотря на то, что Мокап был представлен, как шуточный персонаж, он является частью канона серии и участвовал в событиях последних игр, хотя как именно — неизвестно. Он всё время оказывается в самой гуще событий, просто попав не в то место и не в то время.
В сюжете для Mortal Kombat: Deadly Alliance рассказывается, что Мокап был вызван Джонни Кейджом для участия в съёмках фильма «Mortal Kombat: Deadly Alliance». Мокап отправился в Голливуд, чтобы начать первую сессию записи движений, состоящую в основном из приёмов стилей Журавля и Змеи (хотя ни тот, ни другой стиль Мокап в играх не использовал).
В своём окончании в Mortal Kombat: Armageddon: Мокапу удалось победить Блэйза. Но взрыв от уничтожения элементаля уничтожил всех, кто присутствовал в битве около пирамиды Аргуса. Мокап был разорван на части, а его душа отправилась на небо Эдении, став созвездием, которое стали называть «Мокап». Легенда, о воине спасшем Эдению от Армагеддона, будет жить вечно.

### Молох
Молох (англ. Moloch) — персонаж серии игр Mortal Kombat. Впервые он появился в Mortal Kombat: Deadly Alliance в качестве подбосса перед битвой с Шан Цзуном и Куан Чи. Как и большинство подбоссов серии, Молох может наносить больший урон, чем обычные противники, и неуязвим для магии персонажей. Правда его размеры не позволяют двигаться быстро, и это может быть использовано быстрыми персонажами для нанесения Молоху урона. В Mortal Kombat: Armageddon Молох стал играбельным персонажем, поэтому урон от его атак был уменьшен. Сам Молох также стал чуть меньше по сравнению с МКDA. Также у Молоха исчезло его ядро, прикручённое к руке. Оно появляется только во время спецприёмов и на версус экране перед боем. На сайте fightersgeneration.com, посвящённом играм в жанре «файтинг», по поводу Молоха написали следующее: 
Молох представляет собой определённо неплохой дизайн зверя и его появление в серии вполне оправдано. Он обладает несколькими брутальными приемами и невероятно уродливым видом, что вполне ему подходит. Он — один из немногих хороших идей, появившихся в последних частях серии MK.
В MKX, во время выхода Куан Чи, он держит голову Молоха в руке.

### Нитара
Нитара (англ. Nitara) — вампир, она питается кровью других, чтобы остаться в живых. Вопреки своему образу, Нитара изображена как довольно справедливый и нравственно нейтральный персонаж. Её мир, известный как Витернас, был порабощён Императором Шао Каном и соединен с Внешним Миром. Цель всей её жизни — найти способ разъединить их и вернуть своё Царство.

### Фрост
Озвучивание: Кристина Риос (англ. Christine Rios) (MK:A), Келли Ху (MKX), Сара Крэйвенс (MK11)
Фрост (англ. Frost) — персонаж, подопечная Саб-Зиро, которую он стал обучать, впечатлённый её навыками; однако привить Фрост чувство самообладания ему так и не удалось. В режиме «Konquest» игры Mortal Kombat: Deadly Alliance (2002) Фрост хотела стать новым грандмастером клана Лин Куэй и заморозила Саб-Зиро, чтобы забрать у него Драконий медальон (артефакт, который является символом лидера клана). Однако без необходимой подготовки она не смогла справиться с мощным энергетическим потоком внутри медальона и сама подверглась его замораживающему эффекту. Саб-Зиро простил её и похоронил рядом со своими предками криомансерами во Внешнем Мире. Несмотря на то, что Фрост неиграбельна в Mortal Kombat: Deception (2004), она в качестве эксклюзивного персонажа присутствует в её портативной версии Unchained, выпущенной специально для PSP. Где убедившись в отсутствии Драконьего медальона, который отобрал Саб-Зиро, она осознаёт и то, что её просто оставили умирать во Внешнем Мире. Фрост вернулась в храм Лин Куэй в Земном Царстве с намерением убить только Саб-Зиро, однако уничтожила многих своих товарищей — членов клана, и помешалась до такой степени, что грандмастер уже начал мерещиться ей повсюду. Саб-Зиро заморозил Фрост и поместил её тело в святилище храма, где оно оставалось вплоть до событий, произошедших в режиме «Konquest» игры Mortal Kombat: Armageddon (2006). Тэйвен, проникнувший в храм, высвобождает из заточения Фрост, которая ошибочно принимает своего спасителя за Саб-Зиро и вступает в бой, но затем осознаёт ошибку и убегает в замешательстве. Фрост тщетно атакует Скорпиона в Mortal Kombat X (2015), в то время как он от имени своего противоборствующего клана хотел заключить мир с Лин Куэй. Скорпион легко отбивает нападение, однако когда Фрост повторно пытается его атаковать, вмешивается Саб-Зиро, который замораживает её. Саб-Зиро утверждает, что хотя она сильная, но не имеет здравого рассудка.
Mortal Kombat 11 проясняет некоторые детали из прошлого Фрост. Становится известно, что она вместе с Центрион убила Фуджина (из предматчевого диалога с Рэйденом). В той же игре она стала первым женским киборгом. Изначально персонаж Фрост можно было докупить в онлайн-магазинах, но её также можно открыть, выполнив определённые условия в сюжетной линии игры. 11-я часть игры подчеркивает ощущение собственной неполноценности. Все действия Фрост направлены на желание доказать Рэйдену и Саб-Зиро тот факт, что они её недооценили. В победной концовке Фрост не только получает долгожданный титул Грандмастера клана Лин Куэй, но и устанавливает свой собственный культ личности. Дабы охранять его, Фрост собирает отряд воинов, которые будут путешествовать во времени, чтобы ликвидировать всех, кто усомнится в её превосходстве. В сюжетной линии Фрост имеет одну из ключевых отрицательных ролей. Она с Сектором запускает фабрику по производству киборгов. Саб-Зиро и Скорпион, нападающие на фабрику, в бою нейтрализуют её. Позже Фрост возглавляет отряд киборгов против положительных героев. В решающей битве на корабле Харона её побеждает Рэйден, что отключает остальных роботов, которые были с ней связаны.
Фрост стала первым смоделированным Эрманом Санчесом (англ. Herman Sanchez) для Deadly Alliance персонажем, причём разработчики признавались, что изначально получили запрос от фанатов на включение «женского [персонажа] Саб-Зиро» в игру. В перезагрузке 2011 года она появляется в качестве одного из неиграбельных бойцов на заднем плане арены «Яма» (англ. The Pit). Фрост ненадолго появляется во втором выпуске комикса-приквела от DC Comics к игре Mortal Kombat X, в котором рассматривалась как современный боец смешанных боевых искусств, причём она уступила Кэсси Кейдж в нелегальном подпольном бою, прерванном вторжением членов «Чёрного Дракона» (англ. Black Dragon). Её экипировка состояла из простого боевого снаряжения, тогда как у самой Фрост были выраженные прозападные манеры, поскольку она называет Кэсси не иначе как «шалопаем из Беверли-Хиллз».
Фрост не была представлена среди 50-и лучших персонажей Mortal Kombat по мнению UGO в 2012 году, однако по итогам онлайн-опроса, проведённого Dorkly в 2013 году, признана 31-м величайшим персонажем серии за всё время. Complex в 2011 году поставил её 8-й в своей подборке из 10-и наиболее недооценённых бойцов Mortal Kombat: «Как будто Саб-Зиро был недостаточно крут (смотри, что мы сделали там?), придётся играть с его женской версией, когда пришёл черёд Deadly Alliance». В 2014 году Фрост оказалась среди 12-и персонажей, возвращения которых ожидал WhatCulture в следующей игре: «Её спецприёмы существенно ограничены геймплеем, да и приёмы эти Саб-Зиро мог бы легко позаимствовать». Она заняла 37-е место среди всех персонажей серии Mortal Kombat в соответствии с рейтингом Den of Geek 2015 года: «С попыткой Саб-Зиро преобразовать Лин Куэй и придать ему легитимности, присоединение Фрост к составу стало милым дополнением».

### Сюй Хао
Сюй Хао (англ. Hsu Hao) — член клана «Красный Дракон», который должен был внедриться в штаб Специальных Сил США и направить их действия против «Чёрных драконов». Сюй Хао, преданный своему клану, решает полностью уничтожить базу Спецсил с помощью небольшой атомной бомбы. База была разрушена, все находившиеся на ней агенты и учёные, за исключением Джакса, который поклялся отомстить. После этого Мавадо дал Сюй Хао следующее задание: уничтожить Шан Цзуна, которого Куан Чи, будучи союзником Мавадо, заподозрил в предательстве. Сюй Хао поспешил выполнить приказ, но попал в засаду, устроенную Джаксом, и погиб в бою с ним. По неизвестным причинам Сюй Хао снова появился перед событиями Армагеддона и присоединился к силам Тьмы для последнего сражения в кратере Эдении. Как и все воины, он погиб в этом сражении.
Сюй Хао был встречен, по большей части, негативно в основном из-за большой схожести с Кано.

## Mortal Kombat: Deception

### Ашра
Ашра (англ. Ashrah) — демон-убийца из преисподней, выглядящая как молодая женщина. Ашра одевается в белые одежды, оставляя впечатление загадочной комбинации между аристократизмом и невинностью. Оружием Ашры является меч Крисс, похожий на меч Лю Кана из Mortal Kombat 4, с помощью которого демонесса убивает других демонов, пытаясь заслужить прощение за свои грехи. Согласно биографии Нитары в МКА — Крисс на самом деле не очищает своего владельца, а порабощает его, убеждая в том, что он выполняет предназначение свыше, и превращает в орудие безжалостного уничтожения вампиров и демонов.

### Дайро
Дайро (англ. Dairou) — наёмный убийца, в прошлом гвардеец царства Порядка. Однажды, поддавшись гневу, он убил человека, считая, что тот виновен в смерти членов его семьи, и был приговорён к пожизненному заключению. Во время бунта, организованного Дарриусом, Дайро оказался на свободе и решил стать наёмником, предпочтя служить самому себе. Среди его миссий — освобождение из заточения Сюдзинко и кража конституции царства Порядка вкупе с убийством своего бывшего начальника Хотару.
По первоначальному замыслу Дайро должен был появиться в Mortal Kombat: Deadly Alliance в качестве кровожадного самурая, нанятого Шан Цзуном для защиты дворца, но в игру его не включили из-за нехватки времени. Для Mortal Kombat: Deception образ Дайро был переработан: он стал наёмным убийцей, который предпочитает выполнять свою работу максимально быстро. Дайро одет в кожаные одежды, схожие с монашескими одеяниями, и мастерски обращается с мечами. Голову его украшает красная татуировка, а волосы завязаны сзади в конский хвост, обнажая высокий лоб.
В своей концовке в Mortal Kombat: Armageddon Дайро побеждает Блэйза и обретает золотую броню, становясь неуязвимым. Разгневанный Шао Кан бросает ему вызов, однако проигрывает схватку. Став полновластным хозяином Внешнего Мира, Дайро возрождает былую славу царства. Эдения и Земное Царство, убедившись в лояльности Дайро, заключают союз с ним, гарантирующий мир и стабильность на долгие века.

### Дарриус
Дарриус (англ. Darrius) — житель Мира Порядка, амбициозный и беспринципный человек, разочаровавшийся в деспотичном государственном устройстве своего мира. Дарриус возглавил сопротивление, чтобы свергнуть правящий Сенат. Для вербовки в сопротивление ценных воинов Дарриус нанимал убийц, чтобы те уничтожали их семьи. Расчёт делался на то, что разгневанный воин попытается расправиться с убийцей родных и тем нарушит законы Мира Порядка. После этого мститель оказывался в тюрьме, откуда Дарриус его и спасал, предлагая вступить в свой отряд. В Mortal Kombat: Deception Дарриус нанял Дайро, чтобы тот убил одного из самых могущественных воинов Мира Порядка — Хотару. В Mortal Kombat: Armageddon после победы Дарриуса над Блэйзом ему был открыт доступ в сокровищницу Аргуса. Могущественные артефакты позволили Дарриусу победить Хотару и захватить Мир Порядка. Но поскольку сокровища предназначались только для сыновей Аргуса, Тэйвен и Дэйгон получили новое задание — победить Дарриуса и вернуть захваченное.

### Кира
Кира (англ. Kira) — первый рекрут, завербованный Кабалом в восстановленном клане Чёрного Дракона. Если Кобра сразу бросается в схватку, то Кира пытается оценить обстановку и найти правильный подход к ситуации. Собственных оригинальных приёмов почти не имеет. Впервые появляется в Mortal Kombat: Deception.

### Кобра
Кобра (англ. Kobra) — юный и одарённый уличный боец, получивший дурную известность из-за своей ярости и жестоких убийств своих противников. Кобра стал вторым воином, которого Кабал призвал в новый клан Чёрного Дракона.
Одет в тренировочное белое кимоно и чёрные штаны с двумя белыми полосками. Ходит босиком. Альтернативный костюм состоит из спортивной кофты с капюшоном и кроссовками с жёлтым низом в дополнении к таким же штанам.
В MKD вооружён двумя палками, а в MKA владеет мачете. Основной стиль — Кикбоксинг.
Согласно концовке Кобры в Mortal Kombat: Armageddon после победы над Блэйзом силы Кобры возросли во много тысяч раз. Он потребовал от Старших Богов титула Повелителя Миров. Те дали ему согласие, сказав однако, что у Короля должна быть Королева. Кобра выбрал Киру и Старшие Боги превратили её в Богиню смерти. Смертельным поцелуем Кира убила жизнь в Кобре, превратив его тело в прах.
В MKX, во время разговора с Кано, Эррон Блэк упоминает, что убил Кобру.
Кобра был негативно оценен критиками и воспринят одним из худших персонажей. В основном из-за того, что он являлся подделкой Кена Мастерса из Street Fighter.

### Онага
Онага (англ. Onaga), известный также как Король драконов (англ. Dragon King) — могущественный властелин Внешнего Мира. Шао Кан, бывший в то время его советником, отравил Онагу и захватил власть над Внешним Миром. Тысячелетия спустя Онага, сумевший сохранить свою душу, решает возвратить и физическое тело. Создав на Земле аватару, Онага является перед молодым и талантливым воином Сюдзинко, называется посланником Старших Богов и поручает ему собрать шесть божественных орудий — Камидогу — и поместить их на алтарь. Как только последнее Камидогу занимает своё место на алтаре, дух Онаги перемещается в тело Рептилии. Расправившись с Шан Цзуном, Куан Чи и Райдэном, Онага, желающий объединить все миры под своей властью, воскрешает недавно убитых Китану, Соню, Джакса, Джонни Кейджа и Кун Лао, делая их своим персональным отрядом убийц. Барака, Милина и Таня присоединяются к Онаге по собственной воле. Однако Сюдзинко уничтожает Камидогу и побеждает Короля драконов, а Ночной Волк заключает его душу в Преисподней. Некоторое время спустя Шиннок предлагает Онаге восстановить его господство над Внешним Миром в обмен на помощь Дэйгону в победе над Блэйзом. Онага соглашается и заключает союз с Шао Каном, Куан Чи и Шан Цзуном. В концовке Mortal Kombat: Armageddon Онага приобретает божественные силы после победы над Блэйзом, приговаривает Шао Кана к вечным мукам и вновь становится правителем Внешнего Мира.

### Сюдзинко
Озвучивание: Макс Кроуфорд (англ. Max Crawford) (MK:D, MK:A)
Сюдзинко (Shujinko, возможно, от яп. 主人 shujin «хозяин, муж» и 子 ko «ребёнок») — персонаж, юный ученик преподавателя боевых искусств Бо Рай Чо. Король драконов Онага, потерявший своё тело в результате предательства Шао Кана, обращается к Сюдзинко, называя себя посланником Старших Богов по имени Дамаши, и требует отправиться на поиски шести артефактов, называемых «Камидогу». Онага наделяет Сюдзинко способностью с лёгкостью копировать боевые стили и приёмы различных воинов. После сорока лет скитаний и поисков Сюдзинко находит все артефакты в шести мирах альтернативной вселенной, тем самым воскрешая Онагу. Осознав, что он натворил, Сюдзинко отправляется на поиски Онаги, желая убить его, и после победы над Королём драконов становится героем Внешнего Мира. Несколько позже он намеренно позволяет Милине захватить себя в плен, чтобы подобраться к Шао Кану и Онаге, а также злым колдунам Шан Цзуну и Куан Чи, которых планирует уничтожить. В Mortal Kombat: Armageddon (2006) Сюдзинко сходит с ума после победы над Блэйзом, бросает вызов Старшим Богам, и в конечном итоге погибает.
Эд Бун считал Сюдзинко представителем «следующего поколения Лю Кана» на момент выхода игры, но персонаж получил не особенно хороший приём от поклонников серии и критиков. В 2011 году ScrewAttack! признал его 8-м среди 10-и наихудших персонажей серии Mortal Kombat. Сюдзинко дважды занимал 41-е место, в первый раз в рейтинге UGO из 50-и лучших персонажей Mortal Kombat 2012 года, а во второй — в онлайн-опросе Dorkly 2013 года. Гарт Каестнер из G3AR сыронизировал, когда назвал «инновационным фактором» геймплея использование приёмов других бойцов, что прежде всего было характерно для Сюдзинко, занявшего в 2013 году 7-е место среди 10-и худших персонажей Mortal Kombat. Брайан Доусон из Prima Games в 2014 году посчитал Сюдзинко одним из самых «дешёвых» персонажей в истории серии, поскольку тот позаимствовал лучшие спецприёмы у других, а, по сути, он как Шан Цзун, вот разве только с причёской получше. Гэвин Джаспер из Den of Geek в 2015 году рассматривал его «в качестве одного из наиболее доверчивых, впечатлительных тупиц в видеоиграх», причём Сюдзинко оказался в числе последних персонажей серии в рейтинге.

### Хавик
Хавик (англ. Havik) — клерик Хаоса, спасший жизнь Кабалу. О прошлом Хавика почти ничего неизвестно, кроме слухов о том, что когда-то давно он был посланником из Царства Порядка в мире Хаоса. Он не смог побороть мир Хаоса и в конце концов превратился в одного их самых ярых сторонников этой идеологии. Считая возвращение Онаги и его план соединения Камидогу угрозой для «бесконечной суматохи жизни», Хавик решил сделать всё возможное, чтобы остановить Короля Драконов.
Во Внешнем Мире Хавик нашёл раненого Кабала, который проиграл схватку с Мавадо из клана Красного Дракона. Исцелив Кабала, Хавик уговорил его восстановить клан Чёрного Дракона, но в новом виде — как организацию, действующую во имя анархии, которая распространяла бы Хаос в Земном Царстве.
Хавик вместе с двумя новыми членами клана Чёрного Дракона, Кирой и Коброй, отправились во Внешний Мир, где Хавик раскрыл им свой замысел. Согласно его плану, Хавик должен был привести героев к Онаге, чтобы они его победили; затем Кабал и его рекруты должны были отвлечь победивших воинов, дав Хавику возможность подобраться к телу Онаги и поглотить его сердце. Сердце Короля Драконов давало ему возможность воскрешать мёртвых и Хавик надеялся заполучить эту силу.
Хавику удалось выполнить первую часть своего плана — он смог привести героев к Королю Драконов. Но увы он так и не смог победить Онагу после чего стал душой.
В Конквесте в Mortal Kombat: Armageddon Хавик появляется в Башне Шиннока, в Преисподней, где он сражается с Тейвеном. После победы над ним Тейвен покидает Ад, а Шиннок рассказывает, что это было всего лишь испытанием и Хавик был лишь иллюзией.

### Хотару
Хотару (англ. Hotaru, от яп. 螢 / ホタル «светлячок») — высокопоставленный генерал Царства Порядка. Он убеждён в торжестве вселенского порядка над всеми существами и отстаивает свои принципы с фанатичной преданностью, пренебрегая всем остальным, в том числе и моралью. У Хотару седые волосы, атлетическое телосложение и молодое лицо, мало говорящее о его реальном возрасте. Он облачён в щитковую броню с золотым орнаментом, напоминающую панцирь жука. На голове — шлем с золочёнными вертикальными створками, оставляющими узкую прорезь для глаз, похожий на шлемы воинов Востока. За спиной у него имеются два держателя для сасимоно. Хотару имеет познания в области магии и обладает высоким мастерством владения личным оружием — нагинатой.
Во время своего пребывания в Мире Порядка к Хотару обратился Сюдзинко, прося помощи в спасении города Лэй Чэнь (Lei Chen) во Внешнем Мире от армии таркатанов Бараки. В обмен на помощь Сюдзинко вступил в гвардию Царства Порядка. Сюдзинко и Хотару с гвардейцами отправились во Внешний Мир и освободили город от сил Бараки, после чего Хотару стал губернатором города. Несколько лет спустя Сюдзинко попросил его помочь остановить Смертельный альянс, но Хотару обвинил бывшего союзника в нарушении комендантского часа и заключил его в тюрьму. Благодаря Дайро Сюдзинко сумел сбежать и сразиться с Хотару, победив его. После пробуждения Короля Драконов Онаги Хотару решил, что Внешний Мир, в котором творился хаос с момента прихода к власти Шао Кана, изменится, и диктатура Онаги принесёт стабильность в царство. Он присягнул на верность Королю Драконов, занявшись подавлением бунтов и мятежей, и поклялся лично поймать Саб-Зиро, главу клана Лин Куэй, убившего большое количество воинов Онаги. Сразившись с Саб-Зиро, Хотару проиграл, но ему удалось сохранить жизнь благодаря своей хитрости. Он начал преследование Саб-Зиро и присоединившегося к нему Кэнси, однако его самого, в свою очередь, преследовал Дайро, подписавший контракт на его убийство. В концовке Хотару в Mortal Kombat: Armageddon ему удаётся победить Блэйза, и он становится самой сущностью Порядка. Он преобразовывает все царства, исходя из своего видения принципов закона и порядка, заставляя поданных поклониться себе или трансформируя их. Также Хотару решил, что лучшим способом отплатить за свои преступления для Хавика будет его трансформация в агента Порядка, и превращает клерика Хаоса в своего главного помощника.

## Mortal Kombat: Armageddon

### Дэйгон
Дэйгон (англ. Daegon) — один из сыновей бога-хранителя Эдении Аргуса и его жены — прорицательницы Делии. Вместе со своим старшим братом Тэйвеном он должен был стать участником состязания по охоте и уничтожению элементаля Блэйза. Победитель должен был стать наследником Аргуса на посту хранителя Эдении и предотвратить Армагеддон. До начала соревнования братья были усыплены и должны были пребывать в этом состоянии, пока Блэйз не подаст сигнал. Однако Дэйгон проснулся задолго до нужного момента, что повлияло на его рассудок. Узнав об истинной цели соревнования, он убил своих родителей и основал организацию «Красный дракон», чтобы быстрее найти Блэйза, а также уничтожить брата. В концовке Дэйгона в Mortal Kombat: Armageddon Тэйвен одерживает над ним победу и сражается с Блэйзом, однако именно Дэйгон убивает элементаля ударом в спину, становясь таким образом обладателем его силы. Но быстро выясняется, что родители обоих братьев на самом деле живы: они отдают силу Блэйза более честному и благородному Тэйвену, а Дэйгона жестоко наказывают.

### Тэйвен
Тэйвен (англ. Taven) — один из сыновей бога-хранителя Эдении Аргуса и его жены — прорицательницы Делии. Вместе со своим младшим братом Дэйгоном он должен был стать участником состязания по охоте и уничтожению элементаля Блэйза. Победитель должен был стать наследником Аргуса на посту хранителя Эдении и предотвратить Армагеддон. До начала соревнования братья были усыплены и должны были пребывать в этом состоянии, пока Блэйз не подаст сигнал. После пробуждения Тэйвен обнаруживает, что его брат очнулся столетия назад, убил родителей и основал организацию «Красный дракон», чтобы быстрее найти Блэйза, а также уничтожить самого Тэйвена. В конце концов, Тэйвену удаётся победить Дэйгона, но убивает Блэйза не он, а Шао Кан. Концовка в MKA — Силы элементаля переходят к Тэйвену, однако он обнаруживает, что его победа не отдалила Армагеддон, а напротив, приблизила его. В результате Тэйвен, как новый бог, даёт клятву сдерживать наступление Армагеддона до тех пор, пока не будет найдено решение, как отвратить эту опасность.

### Хамелеона (Камелиона)
Хамелеона происходит из расы разумных ящеров «Затерриан» также известных под именем «Рапторы». Когда-то давно их раса обитала на Земле, но великая война между богами почти уничтожила их расу, и оставшиеся в живых вынуждены были искать новый дом. Им стал мир, который они назвали Затерра, что означает «Новая Земля».
Много позже Шао Кан узнал об этом мире. Его воины одержали победу в турнире Смертельная Битва, против лучших представителей этой расы. Затем почти все Затерриане были истреблены, кроме Рептилии, который стал последним мужским представителем расы ящеров, и Хамелеоны, ставшей последней женщиной из расы зауриан.[1]
Хамелеона потратила очень много времени, чтобы найти способ убить Шао Кана и разыскать Рептилию, который всё это время был на службе у императора. Во время вторжения войск Кана в Земное Царство, Хамелеона сражалась на стороне землян. Ей удалось наконец выйти на контакт с Рептилией и рассказать ему правду о том, что произошло с их расой. Рептилия изначально согласился помочь Хамелеоне убить Шао Кана, но потом вновь попал под влияние императора и атаковал её, обратив в бегство.
После этого Хамелеона несколько лет бесцельно путешествовала по различным мирам, не уверенная в том, что она может сделать, чтобы остановить Шао Кана. Во время своих путешествий, ей удалось подслушать на собрании воинов о том, что скоро оружие великой мощи появится в Эдении. Победитель некоего сражения получит невероятную силу равную мощи богов. Более тревожащей новостью стало то, что Шао Кан также планировал получить эту мощь. Хамелеона решила, что она не допустит попадания этой силы в руки Шао Кана; она сама найдёт это оружие и использует его, чтобы наказать императора и тех кто служил ему.[2]

## Mortal Kombat vs. DC Universe

### Дарк Кан
Озвучивание: Перри Браун и Патрик Зейтц
Одновременно в двух мирах Райдэн уничтожает Шао Кана, выстрелив в него молнией, когда тот пытался сбежать через портал, и Супермен уничтожает злодея Дарксайда, выстрелив в него лазером из глаз, когда злодей пытался бежать домой посредством телепортатора. Из-за того, что это происходит одновременно в обоих мирах, оба злодея оказываются слиты в единое существо — Дарк Кана, который начинает слияние вселенных Mortal Kombat и DC Universe.

### Персонажи вселенной DC Universe
Во время слияния вселенных суперперсонажи DC и воины Mortal Kombat стали впадать в боевую ярость, заставляющую сражаться друг с другом. Среди персонажей из комиксов DC, попавших в объединённую вселенную присутствуют — супергерои Супермен, Бэтмен, Капитан Марвел, Чудо-женщина, Зелёный Фонарь, Флэш и суперзлодеи Джокер, Лекс Лютор, Женщина-кошка, Детстроук, а также открываемый Дарксайд.

## Mortal Kombat

### Кратос
Озвучивание: Терренс С. Карсон
В версии игры для PlayStation 3 и PlayStation Vita имеется эксклюзивный персонаж — Кратос, главный герой серии игр God of War. У Кратоса имеется своя биография, свой финальный ролик при прохождении им режима Ladder и арена в стиле игр серии God of War.
Из оружия он использует арсенал преимущественно из God of War III: Клинки Изгнанника, Меч Олимпа, Лук Аполлона, ослепляющую врагов голову бога Гелиоса, сандали Гермеса.

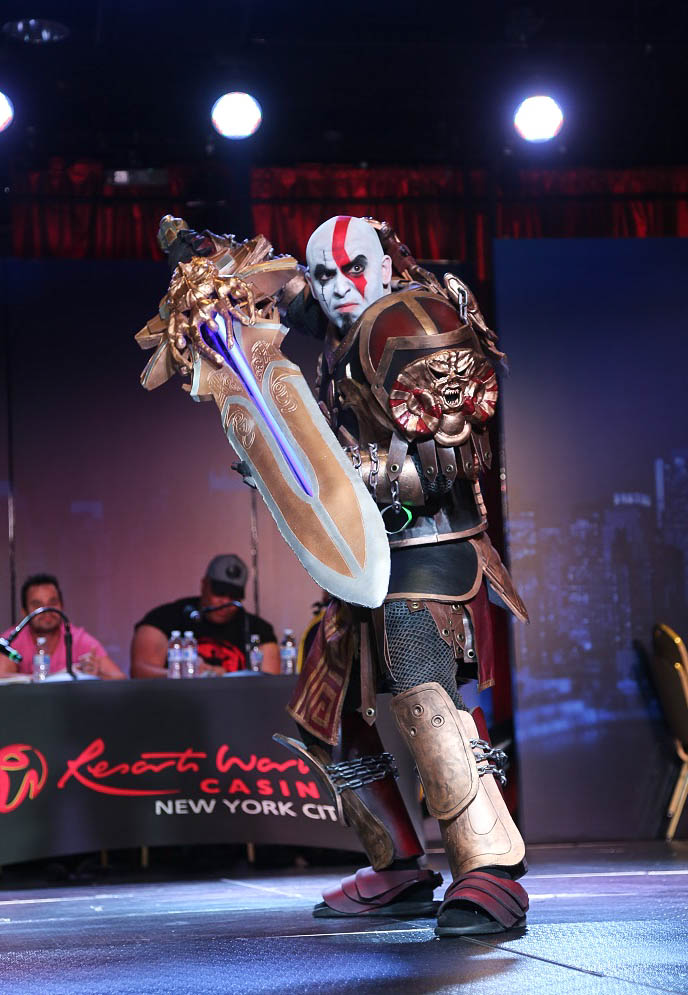
Косплей Кратос на Wintercon 2015.

У Кратоса имеются свои приёмы, фаталити и X-Ray движения. В одном из фаталити Кратос использует Немейский Цестус Геракла. Как и все персонажи, Кратос также подвержен действию добиваний других персонажей (например, Babality, в котором маленький Кратос отрывает голову кукле Медузы). Кратос не имеет собственной концовки для аркадного режима игры.

### Скарлет
Озвучивание: Дана Лин Барон (англ. Dana Lyn Baron), Беата Позняк (MK11)

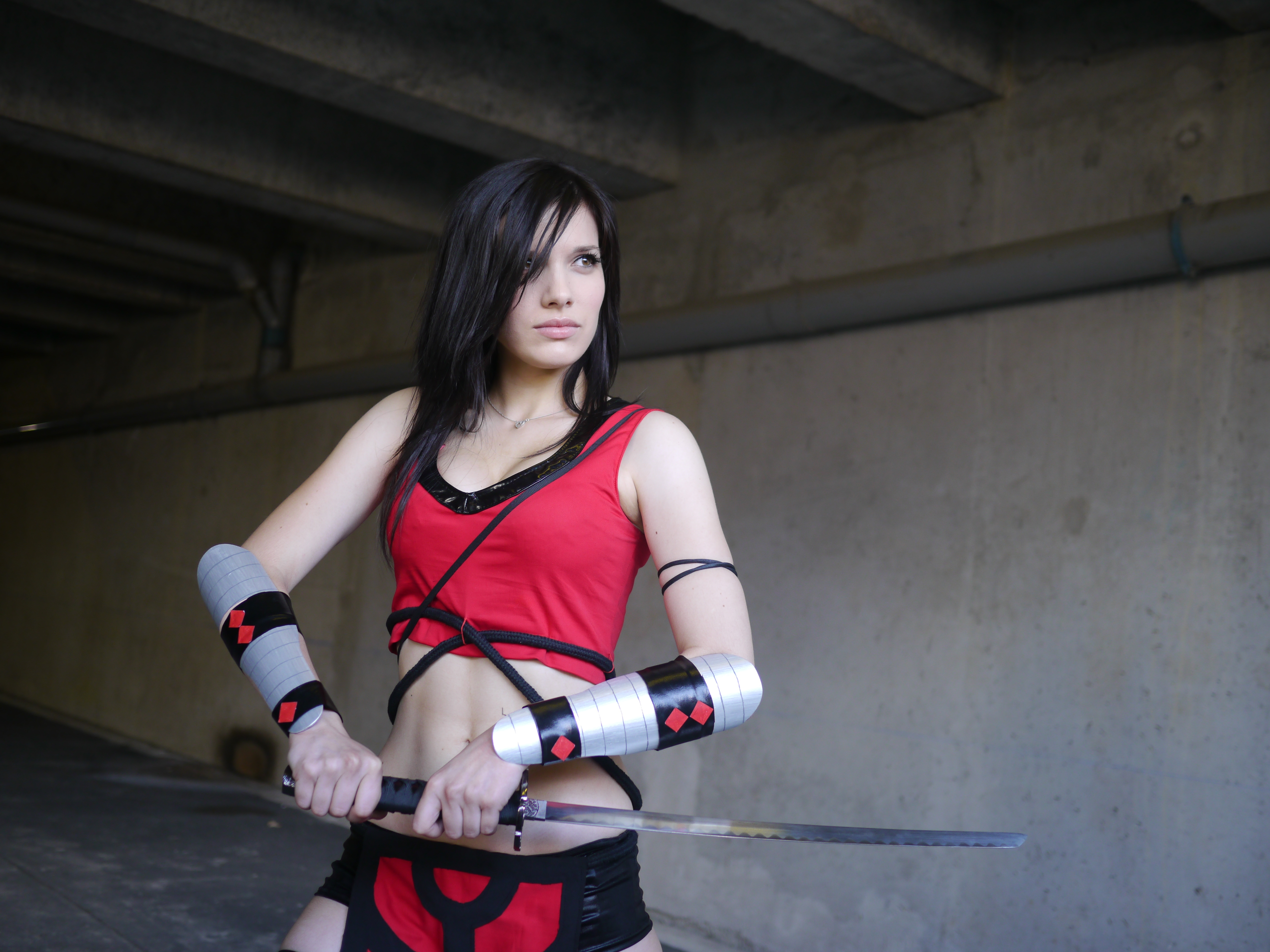
Косплей Скарлет на

Скарлет (англ. Skarlet) — персонаж, воин, созданный Шао Каном, посредством колдовства из крови бесчисленных воинов, собранной с полей сражений. Её целью было узнать истинные намерения Куан Чи, присутствовавшего на турнире «Смертельная битва», и убить, если вдруг выяснится, что он участвует в заговоре против императора. Скарлет использует мечи кодати и ножи кунай, а также набирается сил, впитывая кровь своего врага через кожу.
Исходя из неподтверждённых слухов, подобно ситуации с появлением Эрмака в первой игре Mortal Kombat, вызванного сбоем в программном обеспечении, следовало, что точно также Скарлет изначально возникла как несуществующий персонаж во второй части, а прозвали её так сами игроки, когда якобы спрайт Китаны или Милины перекрашивался в красный цвет. В марте 2011 года, спустя почти два десятилетия после появления слухов, она была объявлена одним из первых двух загружаемых персонажей перезагрузки Mortal Kombat, в качестве дополнения, выпущенного 21 июня.
Den of Geek в 2015 году оценивал Скарлет 48-й из всех персонажей серии Mortal Kombat: «Поскольку там что-то такое прокатывало про присутствие какого-то „персонажа-кровника“». Она заняла 30-е место среди величайших персонажей серии за всё время в онлайн-опросе Dorkly 2013 года. Дэн Райкерт из Game Informer отмечал, в частности, что «Скарлет точно вписывается к остальной части списка», и «она кажется полноценным персонажем, нежели второстепенным или взаимозаменяемой палитрой». В 2013 году Gamenguide поставил её 7-й среди 10-и самых жестоких женщин в сегодняшних играх-файтингах: «Ничто так не пронизано „фансервисом“ как то, когда разработчик берёт давний игровой сбой и превращает его в ключевую часть своей франшизы». Prima Games в 2014 году посчитал Скарлет одним из самых «дешёвых» персонажей игры, однако Official Xbox Magazine указал её среди 8-и лучших загружаемых персонажей на Xbox 360 благодаря «восхитительному» стилю боя, хотя «она не была самым продаваемым персонажем MK DLC». В 2012 году её «Make it Rain» стал 4-м в подборке Gameranx из 10-и самых жутких добиваний серии: «Скарлет представляет собой самое гнусное олицетворение в истории».

### Фредди Крюгер
Озвучивание: Патрик Зейтц
Четвёртым и последним DLC-персонажем стал Фредди Крюгер — знаменитый маньяк из серии фильмов ужасов «Кошмар на улице Вязов». Внешне Крюгер похож на себя в ремейке 2010 года. Единственным нововведением во внешности стало то, что у Фредди две перчатки, а не одна. Как и другие персонажи, в «арсенале» Фредди есть множество приёмов (в том числе — удар гигантскими лезвиями из-под земли, телепортация, бросок лезвия наподобие огненного шара у других персонажей), X-Ray, два фаталити и своя концовка в режиме «Arcade» (после победы над Шао Каном Фредди возвращается с помощью Ночного Волка в мир сновидений, где продолжает мучить подростков с улицы Вязов).

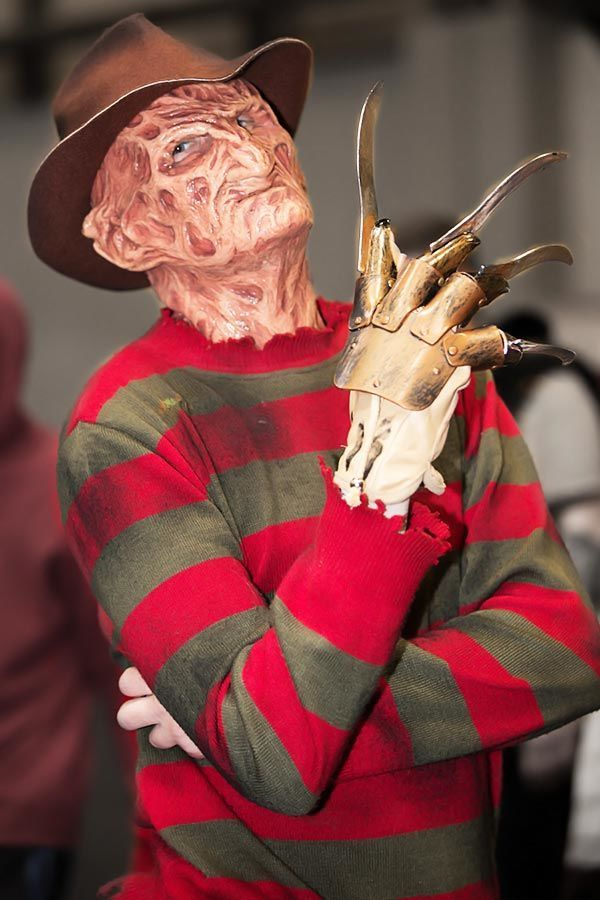
Косплей Фредди Крюгер.

Фредди доступен для покупки с 9 августа 2011 по цене 400 Microsoft Points или 5 долларов.

### Кибер Саб-Зиро
Младший Саб-Зиро, превращёный в киборга кланом Лин Куэй. В изменённом временном потоке Рэйден спасает Смоука от Сектора и превращения в киборга, но не успевает прийти на помощь Саб-Зиро (в оригинале было наоборот). Изначально служил в армии Шао Кана, но был перепрограммирован защитником Земли. Перед уничтожением «воронки душ» сразился со своим старшим братом, уже ставшим Нуб Сайботом. Погиб при нападении Синдел на убежище защитников Земли. В MKX Куан Чи вернул ему человеческий облик и использовал как личного зомби некоторое время.

## Mortal Kombat X

### Коталь Кан
Озвучивание: Фил Ламарр (MK11)
Преемник Шао Кана (слово «Кан» указывает на титул; никаких родственных отношений между ними нет). Внешне Коталь Кан выглядит как огромный воин с кожей зелёного цвета и ацтекскими мотивами в одежде. Происходит из царства Ош-Текк, которое в прошлом было порабощено Шао Каном. Как ни странно, Коталь Кан не заинтересован в завоевании других царств, равно как и в помощи им, вместо этого он делает всё, чтобы стать достойным правителем Внешнего Мира.

### Эррон Блэк
Озвучивание: Трой Бейкер
Живое исполнение: Сорин Бруверс (англ. Sorin Brouwers)
Эррон Блэк (англ. Erron Black) — персонаж, наёмный стрелок, находящийся на службе у Коталь Кана. Он выполнял функции посредника между новым правителем Внешнего Мира и организацией «Чёрный Дракон» (англ. Black Dragon), в которой сам состоял ещё до того как предал Кано. Из окончания Эррона Блэка в игре следует, что именно Шан Цзун 150 лет тому назад нанял его, чтобы убить земного воина в обмен на замедление процесса старения.
В качестве отрицательного персонажа впервые он появляется в четвёртом выпуске комикса, рассказывающего о предшествовавших событиях игры Mortal Kombat X, причём внешне Эррон Блэк представляет собой ковбоя, типичного героя вестернов. Игровой сайт GameInOnline.com даже сравнивал его с образами героев Индианы Джонса, Мика «Крокодила» Данди и молодыми перевоплощениями Клинта Иствуда в кино. Эррон Блэк стал одним из немногих персонажей серии наряду со Страйкером, кто не обладает сверхъестественными способностями.

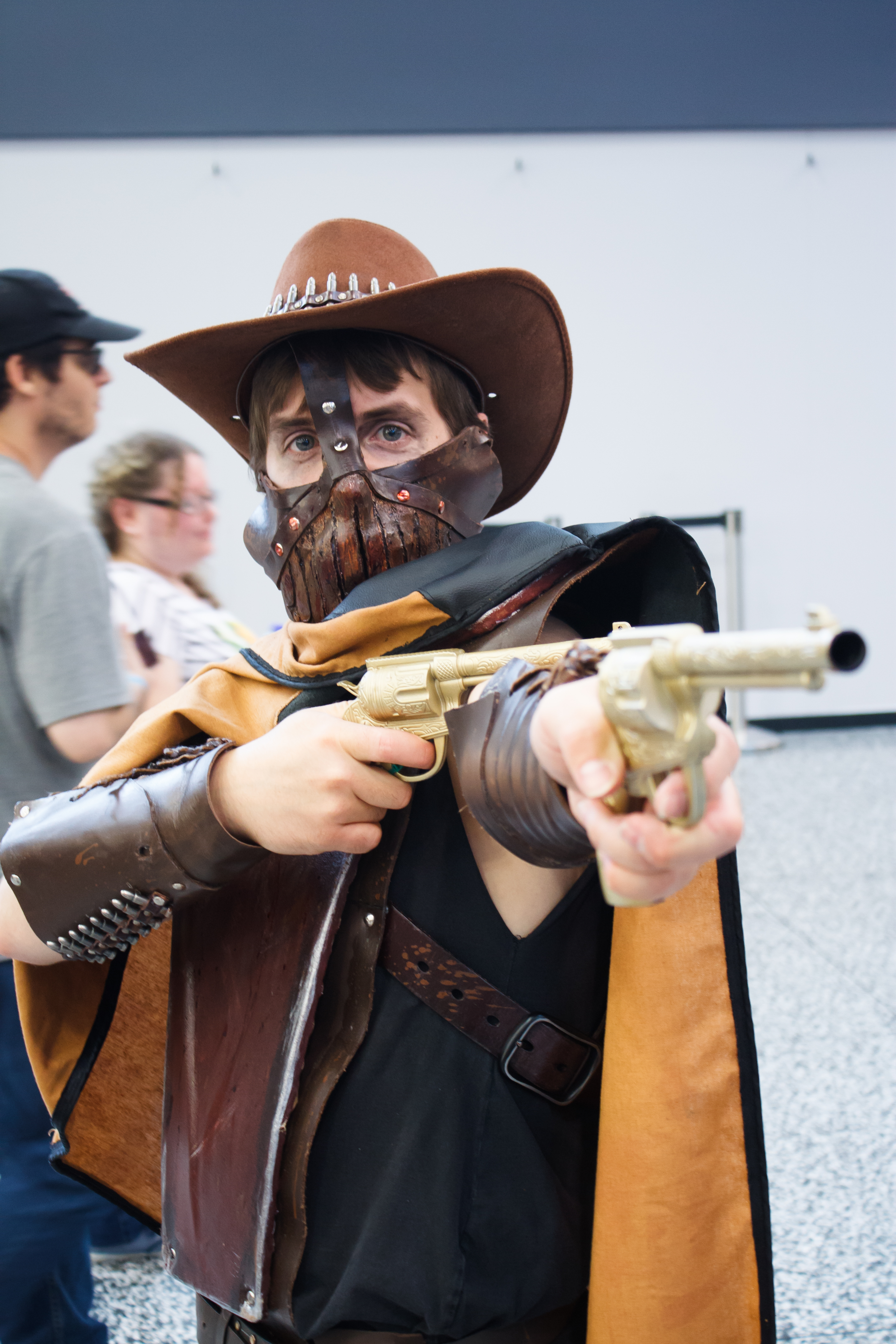
Косплей Эррон Блэк на Montreal Comiccon 2016.

Некоторые критики хвалили персонажа, так например, WhatCulture указал Эррона Блэка 13-м в своей подборке 2015 года из 20-и величайших персонажей серии Mortal Kombat за всё время, тогда как Den Of Geek поставил его 10-м в рейтинге всех персонажей серии, и назвал «Бобой Феттом из Mortal Kombat».

### Ферра/Торр
Ферра и Торр представители неизвестной симбиотической расы. Ферра является карлицей, командующая огромным воином по имени Торр. Кроме того, что Ферра служит Торру «наездником» и отдаёт приказы, он может использовать её в качестве оружия.

### Ди’Вора
Озвучивание: Келли Ху (MK11)
Ди’Вора (англ. D'Vorah) принадлежит к гуманоидной расе с особенностями насекомых и паукообразных Китинн (англ. Kytinn), которая населяло островное царство Арниек. Уединённая натура Китиннов означала, что объединённые усилия по защите царства были невозможны и оно было завоёвано Шао Каном и присоединено к Внешнему Миру.

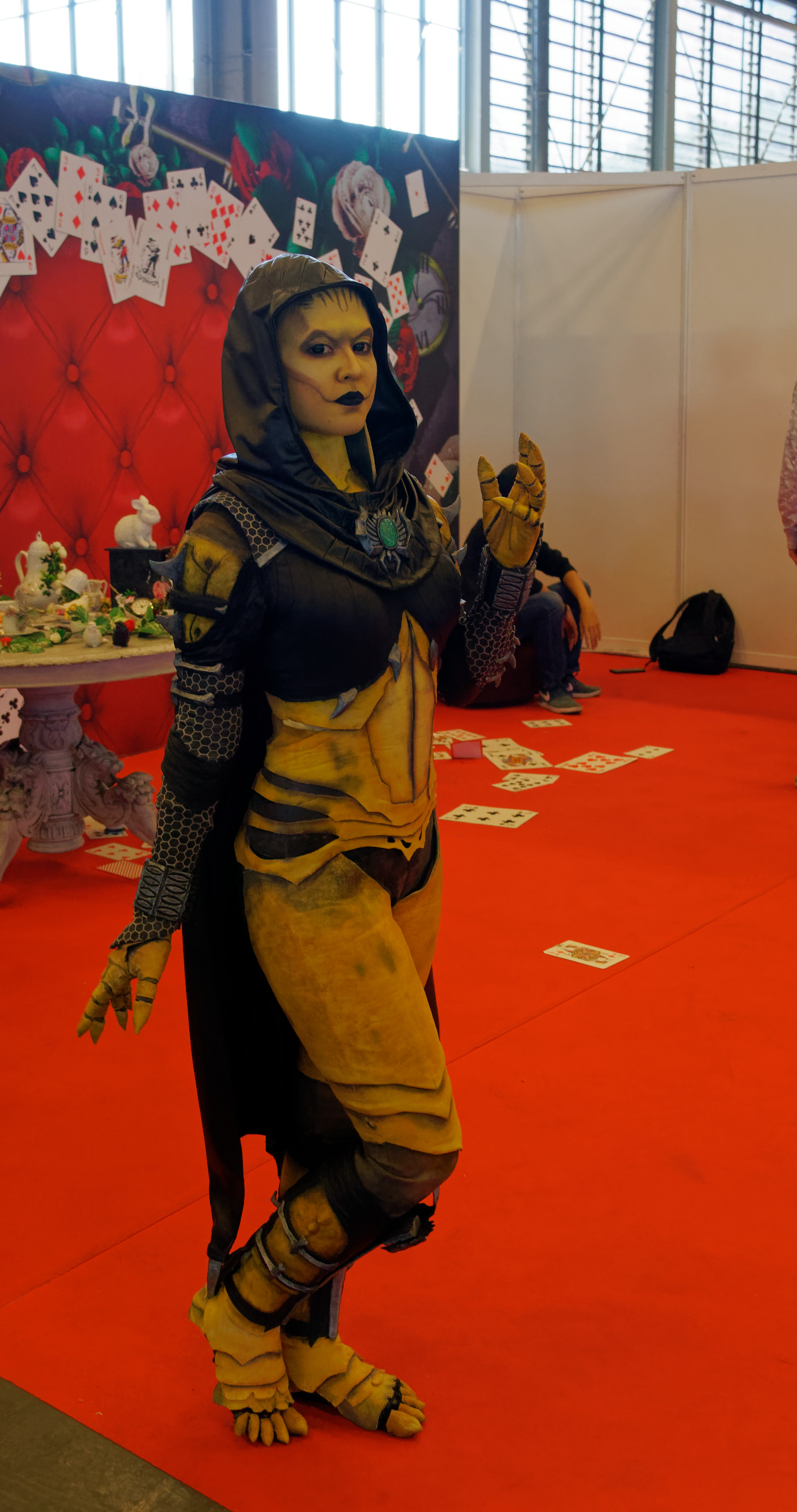
Косплей Ди’Воры на Japan Expo 2019.

Имя персонажа является интерференцией ивритского слова dvorá «пчела» и латинского слова devorō «пожираю».

### Кассандра «Кэсси» Кейдж
Озвучивание: Эрика Линдбек (MK11)
Кэсси является дочерью Джонни Кейджа и Сони Блейд. Она является главной героиней сюжета МКХ. Кэсси — лидер нового отряда, созданного Джонни Кейджем, который решил, что необходимо собрать команду молодых воинов, которые со временем могли бы заменить постаревших защитников Земли. Вместе с её командой Кэсси отправляется во Внешний Мир, чтоб выяснить, действительно ли амулет Шиннока находится в руках свергнутой императрицы Милины. Им удаётся получить амулет, но его крадёт предательница Ди’Вора и передаёт его некроманту Куан Чи, который выпускает из него Шиннока. Кэсси героически побеждает падшего старшего бога и спасает Земное Царство от его коварных планов.

### Жаклин «Джеки» Бриггс
Озвучивание: Даниэль Николет (MKX), Мегалин Эчикунвоке (MK11)
Дочь Джакса и его жены Вероники, напарница Кэсси Кейдж. Она входит в состав отряда под командованием Кэсси, вместе с Такэдой Такахаси и Кун Цзинем.

### Такэда Такахаси
Член клана Сирай Рю, сын Кэнси и Сутин, также является воспитанником Хандзо Хасаси. Впервые представленный в комиксе Mortal Kombat X, а позже дебютировавший в качестве одного из главных героев и играбельных персонажей в игре Mortal Kombat X. В МКХ Такэда становится членом специального отряда Кэсси Кейдж, вместе с которым помогает остановить бунт Милины, и позже, срывает очередную попытку Шиннока захватить Земное Царство.

### Кун Цзинь
Кун Цзинь является потомком Великого Кун Лао и двоюродным братом Кун Лао. Он входит в состав отряда Кэсси Кейдж, вместе с Такэдой Такахаси и Джеки Бриггс. Бывший вор, а ныне — шаолиньский монах, Кун Цзинь сыграл большую роль в поражении Шиннока.

### Триборг
Новый персонаж-киборг, совмещающий в себе умения Сектора, Сайракса, Смоука и Кибер Саб-Зиро. По сюжету был создан Силами Специального Назначения из частей роботов, отданных на хранение им из клана Лин Куэй после свержения прежнего грандмастера. По задумке разработчиков, должен стать реинкарнацией клана Тэкунин из оригинальной серии.

### Хищник
Инопланетянин-охотник из одноимённой серии фильмов.

### Чужой
Ксеноморф, перенявший множество особенностей таркатанов.

### Джейсон Вурхиз
Молчаливый маньяк из серии фильмов «Пятница, 13-е».

### Кожаное Лицо
Одноимённый маньяк из серии фильмов «Техасская резня бензопилой».

## Mortal Kombat 11
Основная статья: Mortal Kombat 11

### Герас
Озвучивание: Дэйв Б.Митчелл (MK11,МК1)
Слуга Кроники, являющийся искусственным созданием, существующим в фиксированной точке времени. По этой причине Герас бессмертен: в случае смерти он возвращается в точку своего создания, но сохраняет полученный опыт, становясь таким образом сильнее с каждой смертью.
В своей игровой концовке Герас также попытался создать идеальную временную линию, но потерпел неудачу, поскольку смертные отказывались следовать пути, который он для них заготовил. Отчаявшись, он совершил самопожертвование, чтобы часы времени работали без внешнего контроля.
у Гераса есть скин Дарксайда.
Герас появится в Mortal Kombat 1.

### Коллектор
Озвучивание: Эндрю Моргадо (MK11)
Вор из расы накнаданцев — гуманоидных существ с тремя парами рук. Во времена правления Шао Кана исполнял роль его казначея, собирая дань ресурсами с покорённых им миров. Коллектор - первый персонаж с количеством рук больше двух, не принадлежащий к расе шокан, а также первый персонаж в игре с количеством рук больше четырёх.

### Кроника
Озвучивание: Дженнифер Хейл (MK11)
Главный антагонист Mortal Kombat 11 и неиграбельный персонаж. Хранительница времени, ответственная за события практически всех игр серии. В MK11 Кроника действует более активно, так как своим заклятьем в игре 2011 года Рейден преломил запланированный ею ход времени, из-за чего она решила переписать историю мироздания заново. По своему происхождению Кроника — титан, а значит, является матерью таких старших богов, как Шиннок и Цетрион. Хоть она является матерью для Цетрион и Шиннока, она не боится пожертвовать их жизнями для собственной победы.

### Цетрион
Озвучивание: Мэри Элизабет Макглинн (MK11)
Старшая богиня, повелительница природы, стихий и добродетели, дочь Кроники. В своих действиях руководствуется принципом соблюдения баланса во всем, который, однако, противоречит её добродетельной сущности и ослабляет её силы. Несмотря на это, Цетрион продолжает быть верна замыслам своей матери до конца, считая это высшей добродетельностью. Интересно, что именно она низвергла своего злого брата Шиннока в Преисподню, завоевав особое место среди Старших богов.

## Mortal Kombat Mobile

### Солдат
Безымянная женщина-военнослужащая из Сил Специального Назначения. Копирует боевые стили Кэсси.

### Сержант
Безымянный мужчина-военнослужащий из Сил Специального Назначения. Копирует боевые стили Джакса.

### Линь-Куэй
Безымянный ниндзя в синем сендзёку. Копирует техники Саб-Зиро.

### Сирай-Рю
Безымянный ниндзя в жёлтом сендзёку. Копирует техники Скорпиона.

### Монах
Безымянный монах из общества Белого Лотоса. Копирует приёмы Кун Лао.

### О́ни
Безымянный демон из преисподней. Копирует приёмы Куан Чи.

### Ош-Текк
Безымянный воин из расы Ош-Текков. Копирует движения Коталь Кана.

### Ящер
Безымянный воин из расы Заттерианцев. Копирует движения Рептилии.

## Mortal Kombat 1 (2023)
В рамках San Diego Comic-Con 2023 было представлено два новых трейлера игры. Во втором показано, какие бойцы вступят в игру в пострелизных дополнениях — в первый набор Kombat Pack включены Хоумлендер из сериала «Пацаны» (с 2019), Миротворец в озвучивании Джона Сина из одноимённого сериала (с 2022), а также Омни-Мэн[en]  в озвучивании Джей Кей Симмонса из мультипликационного сериала «Неуязвимый».

## Гостевые появления
- Барри Аллен
- Бэтмен
- Дарксайд
- Детстроук
- Джейсон Вурхиз
- Джокер
- Джон Рэмбо
- Женщина-кошка
- Капитан Марвел
- Кожаное лицо
- Кратос
- Лекс Лютор
- Миротворец
- Омни-Мэн[en]
- Робокоп
- Спаун
- Супермен
- Т-800
- T-1000
- Фредди Крюгер
- Хищник
- Хоумлендер
- Хэл Джордан
- Чужой

## Прочие
Данные персонажи никогда не появлялись в играх серии Mortal Kombat, поскольку фактически не существовали либо были удалены во время разработки.

### Belokk
Изначально запланированный в игре Mortal Kombat Gold персонаж, впоследствии был удалён из её финальной версии. Его смоделировали в Eurocom и, по словам Эда Буна, убрали из игры из-за того, что разработчикам не хватило времени, чтобы завершить работу над ним. Тем не менее, Eurocom, как предполагается, случайно отправила информацию о нём в Game Informer, после чего шесть скриншотов с изображением персонажа попали в журнал.

### Nimbus Terrafaux
Если верить слухам, то он был открываемым играбельным персонажем-кикбоксером в первой части. Позднее выяснилось, что это была всего лишь первоапрельская шутка от Electronic Gaming Monthly, хотя первоначально Эд Бун сам намекнул на присутствие персонажа в интервью с журналом, который намеренно опубликовал ложную информацию о персонаже, включая поддельные скриншоты и сфабрикованную сюжетную линию. GameRevolution в 2011 году представил его среди 10-и персонажей Mortal Kombat старой школы.

## Критика и отзывы о персонажах
- Нуб Сайбот, Саб-Зиро, Скорпион, Рептилия, Смоук, Эрмак, Рейн и Хамелеон разделили 3 место в рейтинге «самых лучших перекрашенных персонажей компьютерных игр» сайта GamePro в 2009 году. Милина и Китана заняли в том же рейтинге 11 место[98].
- Кентавр Мотаро, Мокап, Страйкер, Мясо, Кобра, Дарриус, Драмин, Сюй Хао, Зомби Лю Кан, Бо Рай Чо заняли места с первого по десятое соответственно в списке 10 худших персонажей Mortal Kombat, составленный ScrewAttack в 2011 году[99].